# Caso Dreyfus
Se conoce como caso Dreyfus a la controversia provocada por una sentencia judicial, sobre un trasfondo de espionaje y antisemitismo, cuya víctima fue el capitán Alfred Dreyfus (1859-1935), de origen judío-alsaciano, y que durante doce años, desde 1894 hasta 1906, conmocionó a la sociedad francesa de la época.
La revelación del escándalo en «J’accuse…!» ('Yo acuso', 1898), un artículo del célebre escritor Émile Zola, desencadenó una serie de crisis políticas y sociales inéditas en ese país y que, en su apogeo durante 1899, expusieron las fisuras subyacentes a la Tercera República francesa. 
El caso dividió larga y profundamente a la opinión pública en dos bandos: los dreyfusards (partidarios de Dreyfus) y los antidreyfusards (opositores a Dreyfus). Reveló también la existencia de un núcleo de violento nacionalismo y antisemitismo fomentados por una prensa sumamente influyente —entre la que destacaba el periódico La Libre Parole de Édouard Drumont, con una tirada de 200 000 ejemplares diarios—. Este evento se convirtió en un símbolo moderno y universal de la iniquidad en nombre de la razón de Estado.

## Resumen del caso Dreyfus
A finales de 1894, el capitán del Ejército francés Alfred Dreyfus, un ingeniero politécnico de origen judío-alsaciano, fue acusado de haber entregado a los alemanes documentos secretos. Enjuiciado por un tribunal militar, fue condenado a prisión perpetua y desterrado en la colonia penal de la Isla del Diablo, situada a 11 km de la costa de la Guayana Francesa (América del Sur), por el delito de alta traición. En ese momento tanto la opinión pública como la clase política francesas adoptaron una posición abiertamente en contra de Dreyfus.
Convencida de la arbitrariedad de la condena, la familia del capitán, con su hermano Mathieu al frente, intentó probar su inocencia y para ello recurrieron a los servicios del periodista Bernard Lazare. Simultáneamente el coronel Georges Picquart, jefe del servicio de contraespionaje, comprobó en marzo de 1896 que el verdadero traidor había sido el mayor Ferdinand Walsin Esterhazy. El Estado Mayor se negó, sin embargo, a reconsiderar su decisión y sacó a Picquart de Francia destinándolo al Norte de África.
Con el fin de llamar la atención sobre la fragilidad de las pruebas contra Dreyfus, su familia logró entrevistarse en julio de 1897 con el presidente del Senado, Auguste Scheurer-Kestner. Tres meses después Scheurer-Kestner declaró estar convencido de que Dreyfus era inocente, y persuadió también de ello a Georges Clemenceau, por entonces un exdiputado, médico y periodista. El mismo mes Mathieu Dreyfus denunció a Esterházy ante el Ministerio de Guerra por el acto de traición que había acarreado la condena de su hermano.
En enero de 1898, mientras el círculo de los partidarios de Dreyfus se ampliaba, sucedieron casi simultáneamente dos eventos de dimensión nacional:
- Esterházy, el verdadero traidor, fue absuelto y recibido con aclamaciones y aplausos por los sectores conservadores, monárquicos y nacionalistas.
- El escritor Émile Zola publicó «J’accuse…!», un alegato en favor de Dreyfus que llevó a cambiar de opinión a muchos intelectuales.

Se había iniciado un proceso de escisión de Francia que se prolongaría hasta finales del siglo XIX. Estallaron disturbios antisemitas en más de veinte ciudades.[cita requerida] Hubo varios muertos en Argel.[cita requerida] La República se conmovió, algunos hasta la vieron en peligro, generando el convencimiento de que había que acabar con el caso Dreyfus si se quería calmar la situación.
A pesar de las intrigas del Ejército para evitar la revisión, en 1898 el Tribunal Supremo reabrió el caso y al año siguiente anuló la sentencia que condenaba a Dreyfus. Ordenó en cambio realizar un nuevo Consejo de Guerra, que se efectuó en Rennes ese mismo año. Contra todo pronóstico, Dreyfus fue condenado otra vez, ahora a diez años de trabajos forzados, aunque en este fallo el tribunal mencionó que existían «circunstancias atenuantes». Diez días después, agotado y con su salud quebrantada por cuatro largos años de prisión en condiciones inhumanas, Dreyfus aceptó el indulto que le concedió el presidente Émile Loubet.
En 1906 su inocencia fue reconocida oficialmente por la Corte de Casación a través de una sentencia que anuló el juicio de 1899 —sin reenvío para realizar un nuevo juicio— y decidió la rehabilitación del capitán Dreyfus, algo inédito y único en la historia del derecho francés. Rehabilitado, el capitán Dreyfus fue reintegrado al Ejército con el rango de comandante; luego participaría en la Primera Guerra Mundial. Falleció en 1935.
Las consecuencias del caso Dreyfus fueron de gran importancia, pues impactó en todos los aspectos de la vida pública francesa: política (desde el éxito de la Tercera República, en que el caso adquirió el estatus de mito, hasta la renovación del nacionalismo), militar, religiosa (limitó la reforma del catolicismo francés y la integración republicana de los católicos), social (en su transcurso se creó la Liga Francesa para la defensa de los Derechos del Hombre y el Ciudadano), jurídica, mediática, diplomática y cultural (el término intelectual fue acuñado precisamente durante el caso). El affaire también tuvo un considerable impacto internacional, como el haber definido las ideas del «padre del sionismo», Theodor Herzl, y haberlo impulsado a fundar la Organización Sionista Mundial en 1897, así como las manifestaciones antisemitas en el seno de las comunidades judías de la Europa Central y Occidental.

### Términos derivados
En francés se crearon tres palabras vinculadas con el caso, que a su vez no deben ser confundidas: dreyfusards, dreyfusiens y dreyfusistes.
- Los dreyfusards eran los primeros defensores de Dreyfus, quienes lo apoyaron desde un principio, incondicionalmente.
- Los dreyfusistes fueron quienes reflexionaron sobre las implicaciones profundas del caso y sostenían a partir de este la necesidad de realizar reformas políticas y sociales (algunos dreyfusards se hicieron luego dreyfusistes).
- Los dreyfusiens aparecieron justo en diciembre de 1898, cuando el enfrentamiento entre dreyfusards (partidarios de Dreyfus) y antidreyfusards (opositores a Dreyfus) se volvió extremadamente agudo y llegó a comprometer la estabilidad de la República. Aunque consideraban injusta la situación de Alfred Dreyfus, su principal preocupación era calmar la situación para salvar al régimen republicano parlamentario de entonces. Promovían una conciliación entre las partes. El texto que los representó es «El llamado a la unión» («L'Appel à l'union»), publicado el 23 de enero de 1899 en el periódico Le Temps. Apoyando casi siempre a Waldeck-Rousseau, abogaban por una secularización de la sociedad francesa.

## Contextos

### Contexto político
En 1894 la Tercera República francesa (1870-1940) llevaba veinticuatro años de existencia. El sistema republicano parlamentarista de Francia acababa de afrontar tres crisis: el boulangismo en 1889, el escándalo del Canal de Panamá en 1892 y la «amenaza anarquista», que alcanzó ese año su punto más alto con el asesinato del presidente Marie François Sadi Carnot y fue reprimida por las «leyes malvadas» (sancionadas el año anterior) que terminaron consolidándola. Las elecciones de 1893, centradas en la cuestión social, otorgaron una clara victoria de los republicanos, que obtuvieron 317 bancas de las 581 en juego, superando a los republicanos radicales de Georges Clemenceau (122), a la derecha conservadora-monárquica (93) y a los socialistas (49).
La oposición de los radicales y de los socialistas empujó al Gobierno a desarrollar una política orientada hacia el proteccionismo económico, una cierta indiferencia por la cuestión social, la intención de romper el aislamiento internacional mediante la alianza con el Imperio zarista y el desarrollo del imperio colonial. La política de centro adoptada por los republicanos oportunistas en un régimen parlamentario llevó a su vez a una etapa de inestabilidad política, derivada de las diferentes alianzas que se iban concretando en la Asamblea Nacional (republicanos y radicales, orleanistas y legitimistas, etc.). Cinco Gobiernos y tres presidentes (Sadi Carnot, Jean Casimir-Perier y Félix Faure) se sucedieron entre 1893 y 1896.
Tras el fracaso del Gobierno radical de Léon Bourgeois en 1896, el presidente nombró primer ministro a Jules Méline, hombre bajo la protección de Jules Ferry. Su mandato se caracterizó por la oposición de izquierda y de ciertos republicanos (la Unión Progresista particularmente) y se aseguró de obtener siempre el apoyo de la derecha. Muy estable, procuró apaciguar las tensiones religiosas (desaceleración de la lucha anticlerical), sociales (ley de accidentes de trabajo) y económicas (conservación del proteccionismo), con una política bastante conservadora. Fue bajo este gobierno estable cuando estalló el caso Dreyfus.

### Contexto militar

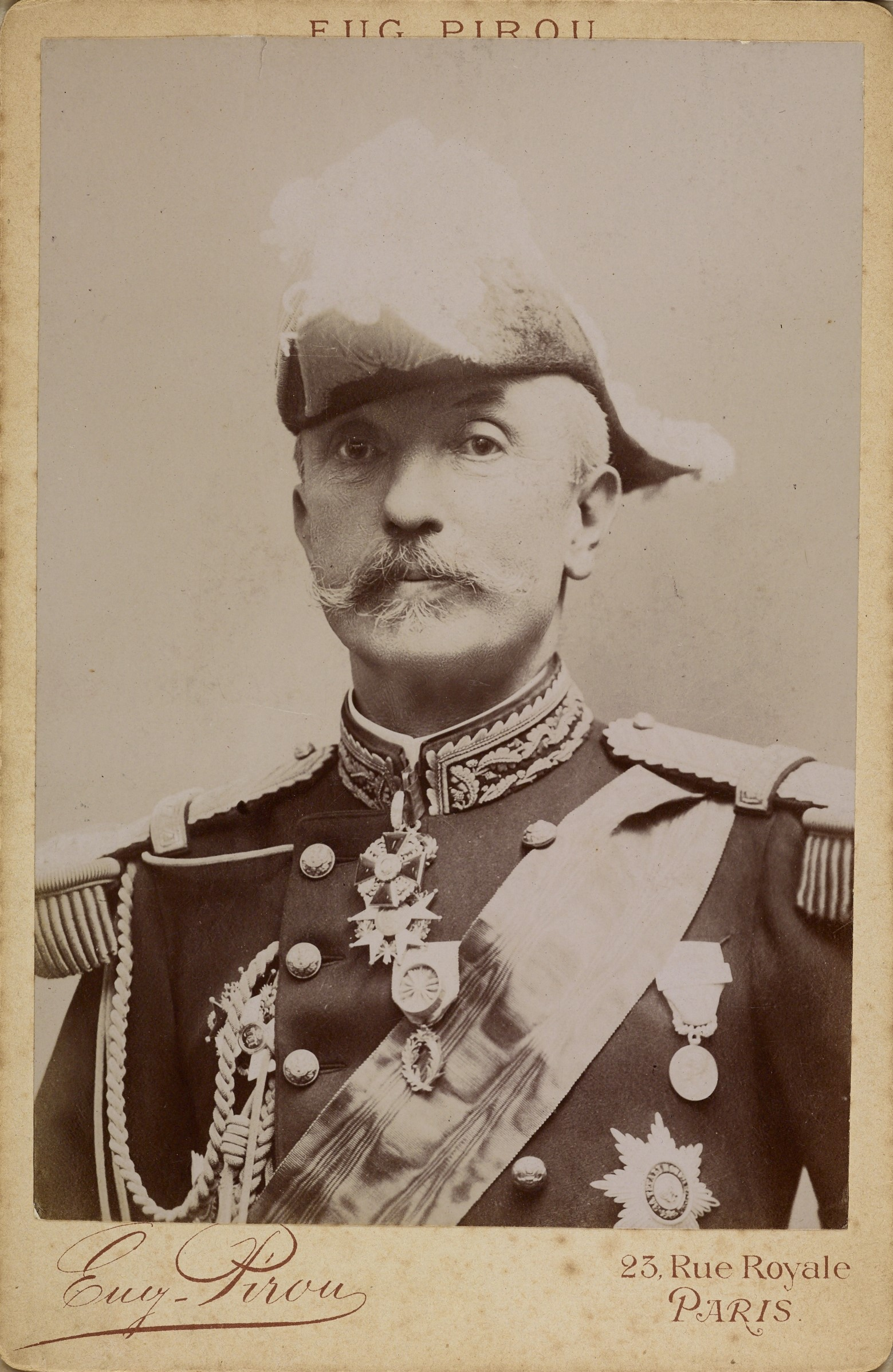
El General Raoul Le Mouton de Boisdeffre, artífice de la alianza militar con Rusia.

El caso Dreyfus se colocaría en el marco de la anexión de Alsacia y Lorena, razón que alimentaría aún más al nacionalismo extremo. La traumatizante derrota de 1870 en la guerra franco-prusiana parecía lejana, pero el espíritu revanchista siempre estaba presente. Los numerosos actores del affaire eran, por otra parte, alsacianos. Los militares exigían medios considerables para preparar el próximo conflicto, y fue en este espíritu que la alianza franco-rusa —«contra natura»— del 27 de agosto de 1892 se firmó, con base en un convenio militar. El Ejército fue relevado tras la derrota, pero todavía estaba constituido, en parte, por antiguos oficiales socialmente aristócratas y políticamente monárquicos. El culto de la bandera y el desprecio de la República parlamentaria eran dos principios esenciales para el Ejército de la época. La República celebraba a su Ejército con regularidad, mientras que el Ejército ignoraba a la República.
En la última década el Ejército estaba experimentando una importante transformación, con el doble objetivo de la democratización y la modernización. Los ingenieros politécnicos competían eficazmente con los oficiales graduados en la Escuela Militar de Saint-Cyr, lo que suscitaba disensión, amarguras y celos entre suboficiales que esperaban promociones. El período se caracterizó también por una carrera armamentista que afectó principalmente a la artillería, con mejoras en la artillería pesada (cañones de 120 mm y 150 mm), como también, y sobre todo, el desarrollo de un arma ultrasecreta: el cañón Reffye de 75 mm, adoptado en 1873.
Se debe reseñar el funcionamiento del contraespionaje militar, bajo el nombre de Sección de Estadísticas. La inteligencia, actividad organizada y herramienta de guerra secreta, sería una novedad de finales del siglo XIX. La Sección de Estadísticas se creó en 1871, pero contaba entonces con solo un puñado de oficiales y civiles. Su jefe en 1894 era el teniente coronel Jean Sandherr, alsaciano de Mulhouse y antisemita convencido. Su misión militar era clara: recuperar información del enemigo potencial de Francia e intoxicarlo con falsa información. La Sección era apoyada por los Asuntos Reservados del Quai d'Orsay, el Ministerio de Asuntos Exteriores, representado por un joven diplomático e historiador: Maurice Paléologue.
La carrera armamentista creó un clima de espionaje y contraespionaje francés a partir de 1890. Asimismo, una de las misiones de la Sección fue espiar la Embajada de Alemania en la rue de Lille (París), con el fin de frustrar cualquier intento de transmisión de información importante a este oponente, sobre todo teniendo en cuenta que una serie de casos de espionaje ya habían llegado a la crónica de una prensa interesada en estas historias que mezclaban sórdidos misterios. Así, en 1890 el archivista Boutonnet fue condenado por haber vendido los planos del obús explosivo con melinita. En 1894 el agregado militar alemán en París era el conde Maximilian von Schwartzkoppen, quien desarrolló una política de infiltración que pareció ser eficaz.
Desde principios de 1894, el Departamento de Estadísticas inició una investigación sobre el tráfico de planes maestros concernientes a Niza y Mosa, realizada por un agente a quien los alemanes e italianos apodaban Dubois. Esto llevó a los orígenes del caso Dreyfus.

### Contexto social
El contexto social se caracterizó por el aumento del nacionalismo y el antisemitismo. Este recrudecimiento del antisemitismo, muy virulento desde la publicación de La France juive (La Francia judía) de Édouard Drumont en 1886 (con una tirada de 150 000 ejemplares en el primer año), se evidenciaba junto con un aumento del clericalismo. Las tensiones se elevaron en todos los sectores de la sociedad, alimentada por una prensa influyente y prácticamente libre de escribir y difundir cualquier tipo de información, incluso injuriosa o difamatoria. El riesgo jurídico era limitado si el destinatario era un particular.
El antisemitismo incluía al Ejército, con prácticas de discriminación oculta. Testigo de las fuertes tensiones de esta época fue la moda del duelo, a espada o pistola, provocando a veces a la muerte de uno de los duelistas. Brillantes oficiales judíos que fueron afectados por una serie de artículos de prensa en La Libre Parole ('la voz libre'), acusados de «traicionar por nacimiento», desafiaron a sus redactores. Así fue que el capitán André Cremieu-Foa, judío-alsaciano y politécnico, se batió sin resultados. Pero el capitán Armand Mayer, otro oficial judío, fue muerto por el marqués de Morés, amigo de Drumont, en otro duelo en 1892. Esta muerte desencadenó una gran conmoción más allá del círculo israelita.
En 1890 Drumont fundó la Liga Antisemita de Francia. Para amplificar su campaña antisemita, Drumont lanzaría el 20 de abril de 1892 La Libre Parole, cuya edición estimada era de 200 000 ejemplares, lo que le permitió ampliar su audiencia hacia un lector más popular. El antisemitismo no solo fue difundido por La Libre Parole, sino también por L'Éclair, Le Petit Journal, La Patrie, L'Intransigeant y La Croix, basándose en las raíces antisemitas de los círculos católicos. Dicha campaña antisemita creó parte del ambiente necesario para que estallara el caso Dreyfus.
El odio a los judíos sería público y violento en lo sucesivo, alimentado por una prensa que demonizaba la presencia judía en Francia, formada entonces por unas 80 000 personas en 1895 (40 000 de ellas en París), altamente integradas en la sociedad francesa, más otras 45 000 en Argelia.

## Orígenes del caso y el juicio de 1894

### El origen: Los hechos de espionaje

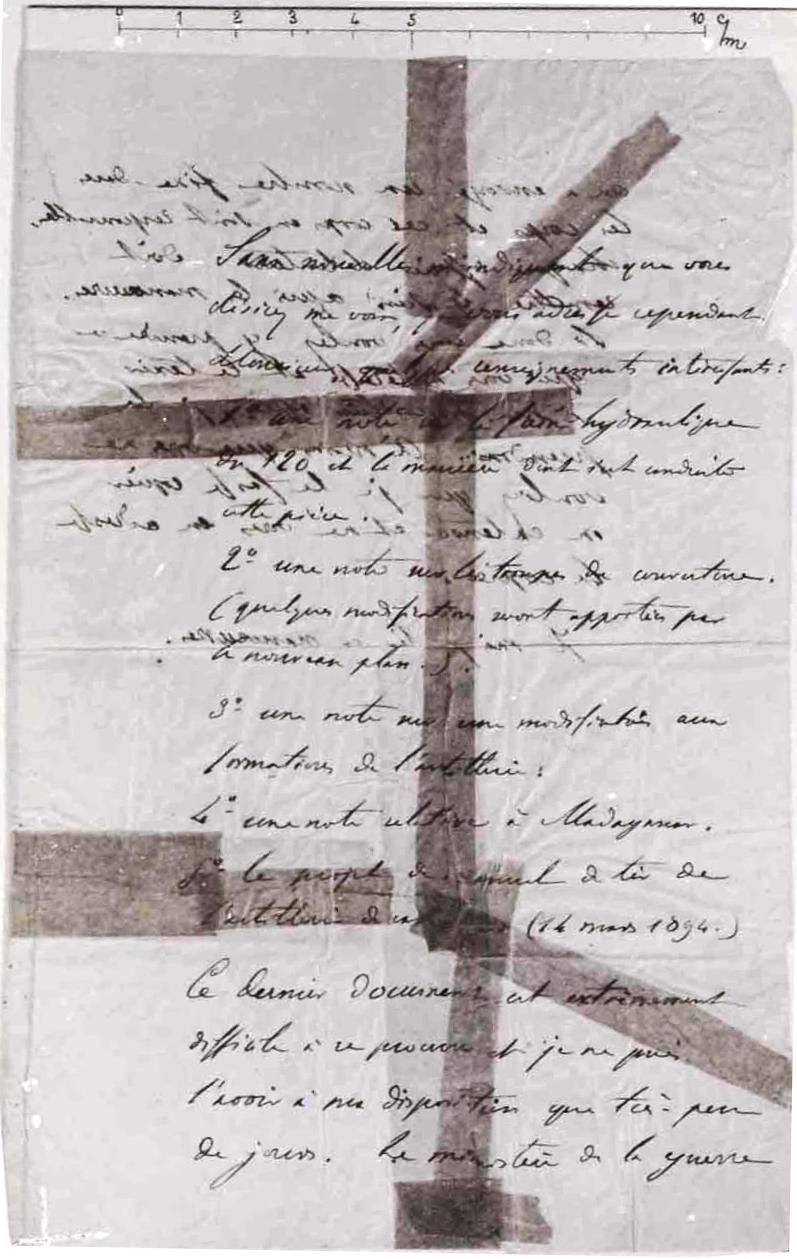
Fotografía del bordereau con fecha del 13 de octubre de 1894. El original desapareció en 1940

Si bien el origen del caso Dreyfus ha quedado totalmente aclarado desde los años sesenta del siglo XX, suscitó numerosas controversias durante cerca de un siglo. Se trató de un asunto de espionaje cuyas intenciones han permanecido oscuras hasta nuestros días. Los numerosos y más eminentes historiadores expresan distintas hipótesis, pero todos ellos llegan a una única conclusión: Dreyfus era inocente de todo crimen o delito.

#### Descubrimiento de la carta
El personal del Servicio de Inteligencia Militar (SR) afirmó permanentemente que en septiembre de 1894 la «vía ordinaria» —es decir, mediante la mujer de la limpieza que trabajaba en la Embajada de Alemania— había aportado al contraespionaje francés una lista, apodada más tarde «le bordereau». Esta carta-misiva, parcialmente desgarrada en seis grandes piezas, escrita sobre papel cebolla, sin firma ni fecha, había sido enviada en su momento por correo al agregado militar de la Embajada de Alemania, Max von Schwarzkoppen. Establecía que documentos militares confidenciales, pero de relativa importancia, estaban a punto de ser transmitidos a una potencia extranjera.

#### Búsqueda del autor de la lista

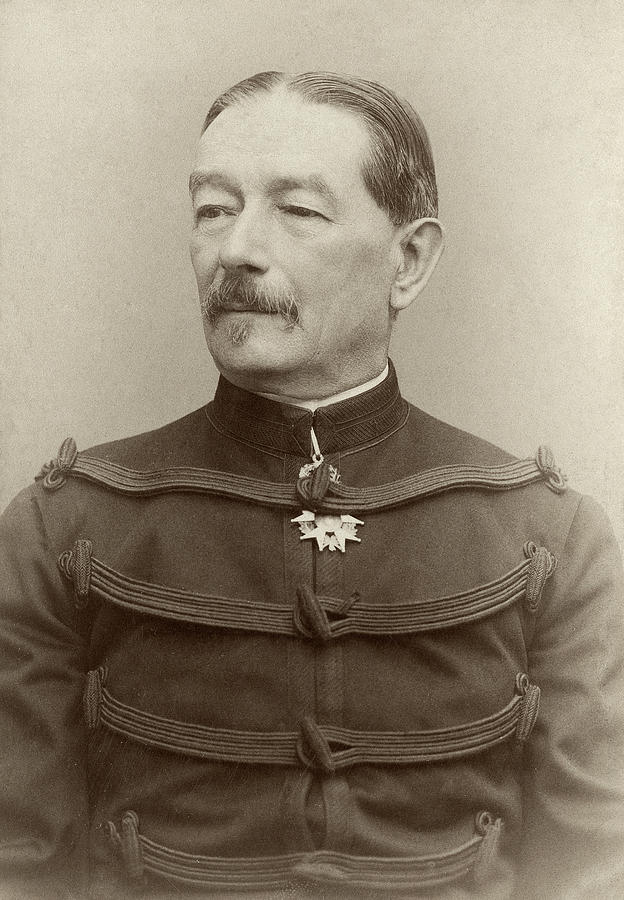
El general Auguste Mercier, ministro de Guerra en 1894

Eso parecía bastante importante para que el jefe del Departamento de Estadísticas, Jean Sandherr, informara sobre el asunto al ministro de Guerra, general Auguste Mercier. El SR sospechaba en efecto de filtraciones desde principios del año 1894 y buscaba a su autor. El ministro, violentamente atacado por la prensa que lo consideraba incompetente, parecería querer sacar partido de este asunto para realzar su imagen. De inmediato realizó dos investigaciones secretas, una administrativa y otra judicial. Para encontrar al culpable, el razonamiento era simple, si no grosero: el círculo de la investigación se limitaría arbitrariamente a un sospechoso en servicio o un antiguo colaborador del Estado Mayor, necesariamente artillero, y oficial en prácticas.
El culpable ideal fue identificado: el capitán Alfred Dreyfus, politécnico y artillero, de religión judía y de origen alsaciano, proveniente de la meritocracia republicana. En el comienzo del caso, el énfasis se volcaba más en los orígenes alsacianos de Dreyfus que en su pertenencia religiosa. Esto no era excepcional, ya que se privilegiaba a los oficiales del Este de Francia por sus dobles conocimientos: la lengua y la cultura alemanas. Pero el antisemitismo, que no escaseaba en las oficinas del Estado Mayor, se convertiría rápidamente en el centro del caso de la instrucción, llenando los vacíos de una investigación preliminar increíblemente sumaria. Más aún cuando Dreyfus era en ese momento el único oficial judío que fuera aprobado recientemente por el Estado Mayor General.
De hecho, la leyenda del carácter frío y cerrado e incluso altivo del militar, así como de su «curiosidad», jugó fuertemente en su contra. Estos rasgos característicos —unos falsos, otros naturales— hicieron plausibles todas las acusaciones y transformaron los actos más corrientes de un ministerio en hechos probados de espionaje. Este principio de instrucción arbitraria y parcial conllevó a una multiplicación de errores que condujeron a la mentira judicial. Esto a través de un asunto donde la irracionalidad prevalecía sobre el positivismo todavía de moda en aquella época:

Desde el primer momento se produce el fenómeno que va a dominar todo el caso. No son más los hechos controlados, las cosas examinadas con cuidado que establecen la convicción; es la convicción soberana e irresistible que distorsiona los hechos y las cosas.
Joseph Reinach

#### Pericia caligráfica

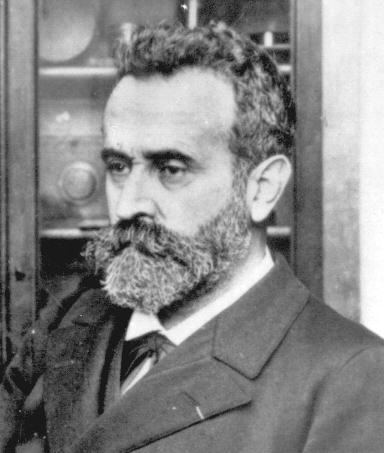
Alphonse Bertillon no era experto en grafología, pero inventó la «teoría de la autoforgerie» o disfraz de la propia escritura.

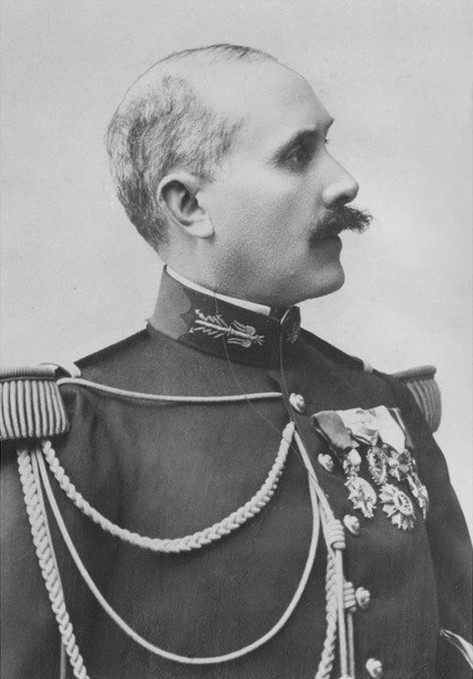
El comandante Armand du Paty de Clam, encargado de la investigación, procedió al arresto del capitán Dreyfus.

Para confundir a Dreyfus, la escritura del bordereau y la del capitán fueron comparadas. Nadie era competente en caligrafía en el Estado Mayor. Fue entonces cuando salió a escena el comandante Armand du Paty de Clam, antisemita a la sazón [cita requerida] y grafólogo aficionado. Tras el peritaje Du Paty de Clam, concluyó que las dos escrituras —la del bordereau y la de Dreyfus— presentaban correspondencias, a pesar de algunas diferencias, que se consideraron insuficientes para frenar la investigación judicial. Dreyfus era, pues, «el probable autor» del bordereau para el Estado Mayor.
El general Mercier, teniendo ya un culpable, dio exagerado valor al asunto, que adquirió el estatus de «asunto de Estado» durante la semana que precedió a la detención de Dreyfus. En efecto, el ministro consultó e informó a todas las autoridades del Estado. A pesar de los consejos de prudencia y las objeciones expresadas por Gabriel Hanotaux, ministro de Asuntos Exteriores, en el momento de una pequeña reunión de gabinete, decidió continuar. Du Paty de Clam fue nombrado oficial de policía judicial responsable de la investigación oficial.
Durante ese tiempo, se abrieron varias investigaciones paralelas: unas sobre la personalidad de Dreyfus y otras que consistían en asegurarse de la veracidad de la identidad del bordereau. El experto Gobert no estaba convencido, ya que encontró numerosas diferencias y también describió que «la naturaleza de la escritura del bordereau excluye el disfraz gráfico». Decepcionado por el resultado del peritaje, Mercier acudió entonces a Alphonse Bertillon, el inventor de la antropometría judicial, pero de ninguna manera experto en escritura. Al principio no fue más taxativo que Gobert, sin excluir una copia de la escritura de Dreyfus. Pero más tarde, y bajo presión de los militares, afirmó que Dreyfus se autocopió y desarrolló su teoría de la autoforgerie o disfraz de la propia escritura.

#### El arresto
El 13 de octubre de 1894, sin ninguna prueba tangible y con un expediente vacío, el general Mercier convocó al capitán Dreyfus para una inspección general en «postura burguesa», es decir, vestido de civil. El objetivo del Estado Mayor era conseguir la prueba perfecta en el derecho francés: la confesión. Esta confesión sería obtenida por efecto sorpresa, haciéndole escribir un escrito inspirado en la lista en cuestión en el marco de un dictado.
El 15 de octubre por la mañana, el capitán Dreyfus pasó esta prueba, pero no se le reconoció nada. Du Paty hasta intentó sugerirle el suicidio al colocar un revólver delante de Dreyfus; pero el acusado se negó a atentar contra sí mismo, afirmando que «quiere vivir con el fin de establecer su inocencia».[cita requerida] La esperanza de los militares se desvaneció. Du Paty de Clam, sin embargo, hizo detener al capitán y lo acusó de espionaje para el enemigo con el fin de que fuera llevado ante un Consejo de Guerra. Dreyfus fue encarcelado en la Prisión de Cherche-midi, en París.

### La instrucción y el primer Consejo de Guerra
Lucie Dreyfus, esposa del capitán, fue informada sobre la detención el mismo día, por una requisa en el apartamento de la joven pareja. Fue aterrorizada por Du Paty, que le ordenó guardar el secreto sobre la detención de su marido: «¡Una palabra, una sola palabra, y es la guerra en Europa!». Con toda ilegalidad Dreyfus fue aislado en la prisión, donde Du Paty lo interrogó día y noche a fin de lograr su confesión, lo que suspendió al no conseguirla. El capitán Dreyfus era sostenido moralmente por su primer partidario: el comandante Forzinetti, al mando de las prisiones militares de París.
El 29 de octubre el asunto fue revelado por el periódico antisemita de Édouard Drumont, La Libre Parole, en un artículo que marcaría el principio de una campaña de prensa, con información muy violenta hasta el juicio. Este acontecimiento colocó el caso en el terreno del antisemitismo, y no lo dejaría hasta su conclusión definitiva.
El 1 de noviembre se comunicó el caso a Mathieu Dreyfus, hermano de Alfred, en París, donde vivía, y fue puesto al tanto de la detención. Desde entonces se convirtió en el arquitecto de la difícil lucha para la liberación de su hermano. Sin esperar, se puso a buscar un abogado y contrató al eminente penalista Edgar Demange.

#### La instrucción
El 3 de noviembre, contra su voluntad, el general Félix Gustave Saussier dio la orden de informar. Contaba con todos los poderes para detener la maquinaria, pero no lo hizo, posiblemente por confianza exagerada en el sistema de la justicia militar. El comandante D'Ormescheville, a favor del Consejo de Guerra, redactó un informe donde destacan los «elementos morales» de la acusación (desde chismes que conciernen a las costumbres de Dreyfus hasta su conocimiento del alemán y su «notable memoria»), desarrollados mucho más en extenso que las propias «pruebas materiales», cuya misma rareza servía para agregar: «[…] es una prueba de culpabilidad, porque Dreyfus eliminó todo». La falta completa de neutralidad del acta de acusación condujo a Émile Zola a calificarla posteriormente de «monumento a la parcialidad».
El 4 de diciembre, con el expediente vacío, Dreyfus fue enviado nuevamente al primer Consejo de Guerra. El secreto fue levantado y Demange pudo, por primera vez, acceder al expediente. Después de su lectura, la confianza del abogado era absoluta, pues pudo constatar la nada del expediente de instrucción. La acusación se basaba solo en la escritura de una pieza única, la lista, respecto de la cual los expertos se contradecían, y sobre olas de vagos testimonios y pruebas indirectas.

#### El juicio: «¡A puertas cerradas o la guerra!»[69]

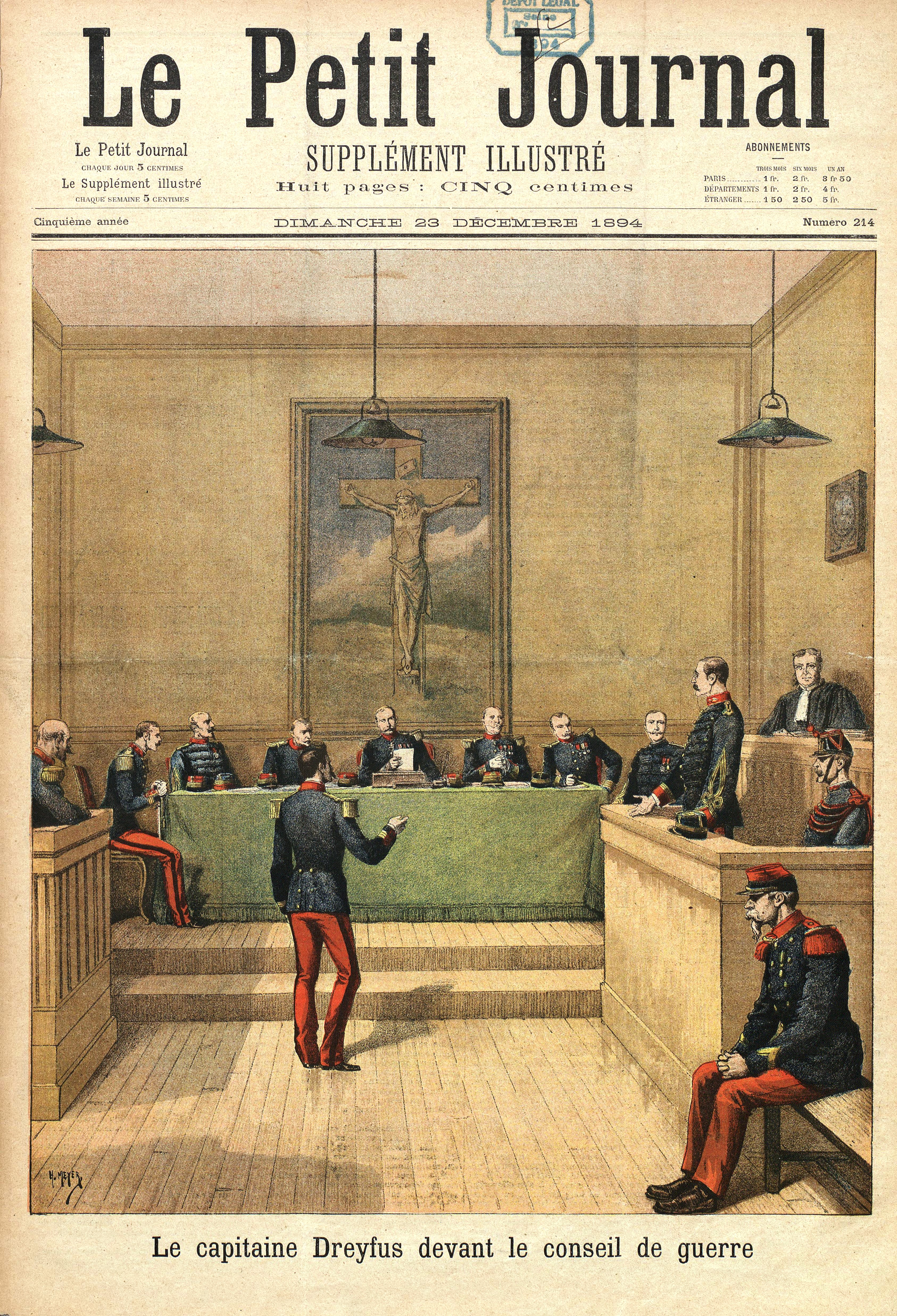
«El capitán Dreyfus delante del Consejo de Guerra», ilustración de Le Petit Journal del 23 de diciembre de 1894, por Henri Meyer

Durante los dos meses que precedieron al juicio, la prensa se alborotó. La Libre Parole, L'Autorité, Le Journal y Le Temps narraron toda la supuesta vida de Dreyfus a través de mentiras y malas novelas. Fue también la ocasión para los títulares extremistas, como en La Libre Parole o La Croix, para justificar sus campañas previas contra la presencia de judíos en el ejército, siguiendo el lema «¡Se lo habíamos dicho!». Ese largo período fue, principalmente, una forma para que el Estado Mayor pudiera preparar a la opinión pública y ejercer presión indirectamente sobre los jueces. Así, el 8 de noviembre el general Mercier llegó hasta a declarar a Dreyfus como culpable en una entrevista a Le Fígaro. La réplica del 29 de noviembre, en un artículo de Arthur Meyer en Le Gaulois, condenó la acusación hecha contra Dreyfus y preguntó: «¿Qué libertad tiene el Consejo de Guerra para poder juzgar a este reo?».

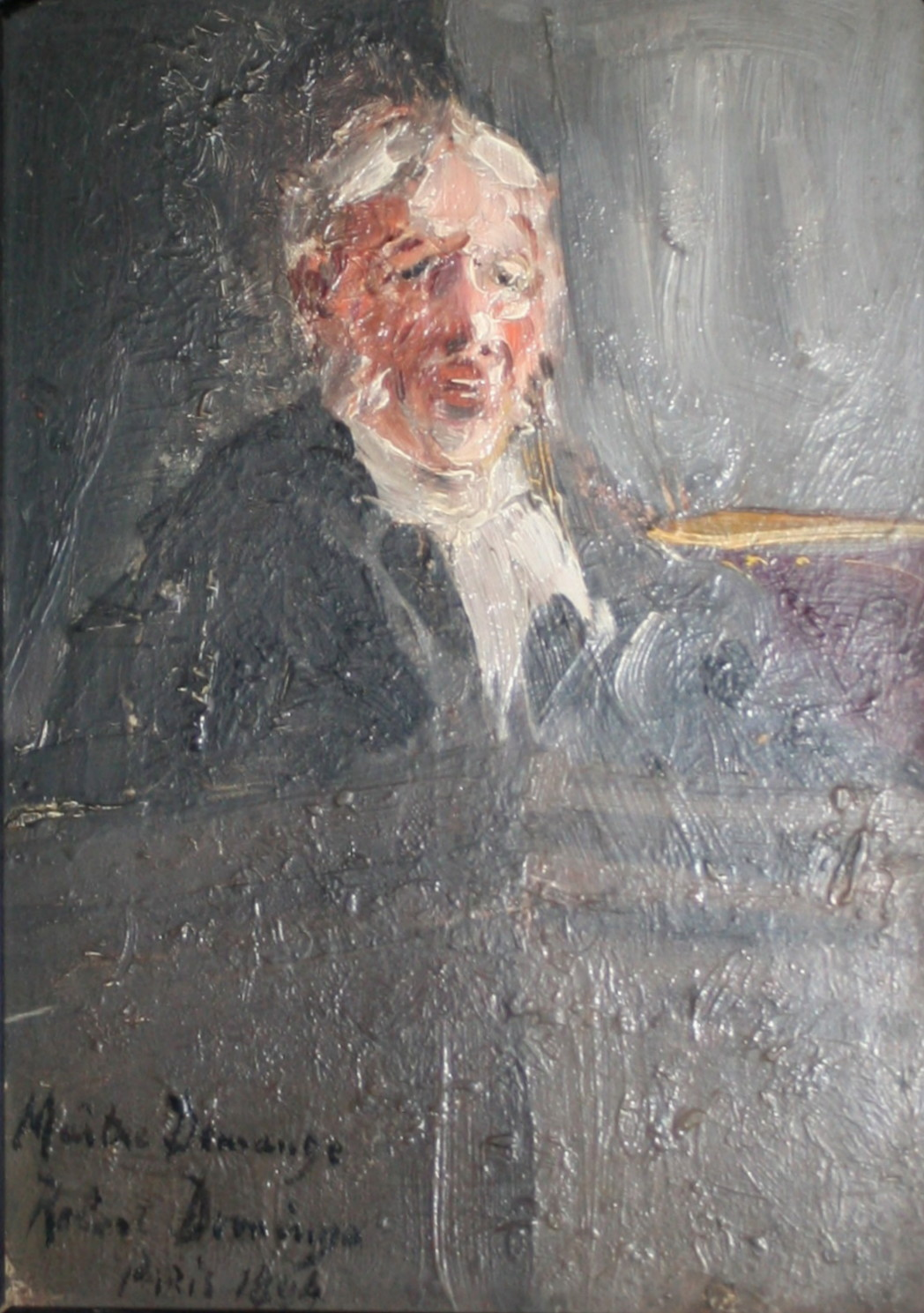
Óleo del natural, por Roberto Domingo, del abogado defensor de Alfred Dreyfus, Maître Demange, durante el juicio de 1894

En el juego de los editorialistas tuvo lugar un amplio debate con respecto a la cuestión de celebrar el juicio a «puertas cerradas». Para Arthur Ranc y Paul de Cassagnac, que representaban la mayoría de la prensa, las puertas cerradas eran una maniobra con el fin de permitir la absolución de Dreyfus, «ya que el Ministro es un cobarde». La prueba era «que se arrastra delante del Prusiano» aceptando publicar desmentidos del Embajador de Alemania en París. Pero para otros periódicos, como L'Éclair del 13 de diciembre, «las puertas cerradas son necesarias para evitar un casus belli», mientras que para Ernest Judet, en Le Petit Journal del día 18, «las puertas cerradas son nuestro refugio inexpugnable contra Alemania», o el clerical La Croix del mismo día, para el que eran necesarias «las puertas cerradas absolutamente».
El proceso se abrió el 19 de diciembre a las trece horas, a puerta cerrada, dando comienzo inmediatamente. Este proceso no fue legal, puesto que el comandante Picquart y el prefecto Louis Lépine estuvieron presentes en algunas audiencias, violando así las leyes vigentes, medida que solicitó a los militares no divulgar nada del expediente a la opinión pública y de no obstruir durante los debates. De acuerdo con las previsiones, el vacío del expediente aparecía claramente durante las audiencias. Los debates de fondo sobre la carta pusieron de manifiesto que el capitán Dreyfus no podría haber sido el autor. Por otra parte, el propio acusado afirmaba ser inocente y se defendía punto por punto con energía y lógica. Por lo demás, sus declaraciones fueron apoyadas por una decena de testigos de la defensa. Por fin, la ausencia del móvil para el crimen era una seria espina en el expediente de la acusación. Dreyfus era un oficial muy patriótico, bien considerado por sus superiores y, sobre todo, muy rico; no tenía, pues, ninguna razón tangible para cometer traición. La justificación por el solo judaísmo de Dreyfus, elegido por la prensa de derecha, no podría serlo también para un tribunal.
Alphonse Bertillon, que no era experto en grafología, fue presentado como un científico de primer orden. Avanzó sobre la teoría de la autoforgerie ('autofalsificación') en el juicio y acusó a Dreyfus de haber forjado su propia escritura, explicando las diferencias gráficas mediante extractos de la escritura de su hermano Mathieu y de su esposa Lucie. Esta teoría, aunque considerada más tarde como excéntrica y sorprendente, parece haber tenido un cierto efecto sobre los jueces. Además, el comandante Hubert-Joseph Henry hizo una declaración teatral en plena audiencia. Afirmó que existía una sospecha de fugas desde el mes de febrero de 1894 con respecto a una traición al Estado Mayor y «que una persona honorable» acusaba al capitán Dreyfus. «Él jura por su honor que el traidor es Dreyfus», dijo señalando el crucifijo colgado en la pared del tribunal. Dreyfus se exasperó y exigió enfrentarse a su acusador anónimo, lo que fue rechazado por el Estado Mayor. El incidente tuvo un efecto innegable sobre el Tribunal, compuesto de siete oficiales que eran a la vez jueces y jurados. Sin embargo, el resultado del juicio era incierto. La convicción de los jueces fue sacudida por la actitud firme y las respuestas lógicas del acusado. Los jueces se reunieron para deliberar. Pero el Estado Mayor tenía un «as bajo la manga» para hacer inclinar definitivamente la balanza contra Dreyfus.

#### Entrega de un documento secreto a los magistrados

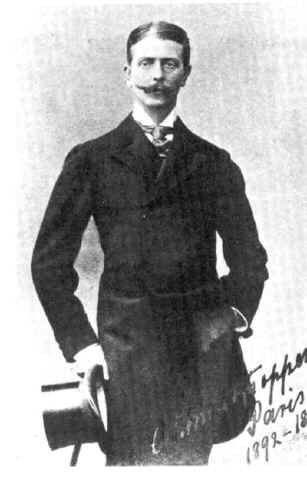
Max von Schwarzkoppen siempre afirmó que nunca había conocido a Dreyfus

Testimonios militares del juicio alertaron sobre los riesgos de una absolución. En este caso, el Departamento de Estadísticas había preparado un expediente, conteniendo cuatro pruebas «absolutas» de la culpabilidad del capitán Dreyfus, acompañadas de una nota explicativa. Esta se volvió a presentar al comienzo de las deliberaciones, en un acto ilegal, al presidente del Consejo de Guerra, el coronel Émilien Maurel, por orden del ministro de Guerra, el general Mercier. Más tarde, en el juicio de Rennes de 1899, Mercier explicaría que la propia naturaleza de las pruebas presentadas prohibían su divulgación en el recinto del tribunal. Esta carpeta contenía además cartas sin gran interés, algunas de las cuales fueron amañadas, un documento que sigue siendo famoso bajo el nombre de «Canalla de D…».
Se trataba de una carta del agregado militar alemán, Max von Schwarzkoppen, dirigida al agregado militar italiano, Alessandro Panizzardi, que había sido interceptada por el Estado Mayor. La misión era supuestamente culpar definitivamente a Dreyfus, puesto que, según sus acusadores, se lo designaba por las iniciales de su nombre. En realidad el Departamento de Estadísticas sabía que la carta no podía ser atribuida a Dreyfus, y si lo fue, fue con intención criminal. El coronel Maurel afirmó en el segundo juicio a Dreyfus que los documentos secretos no se habían utilizado para obtener la adhesión de los jueces del Consejo de Guerra. Pero se contradijo afirmando que leyó un único documento, «lo que fue suficiente».

#### Condena, degradación y deportación

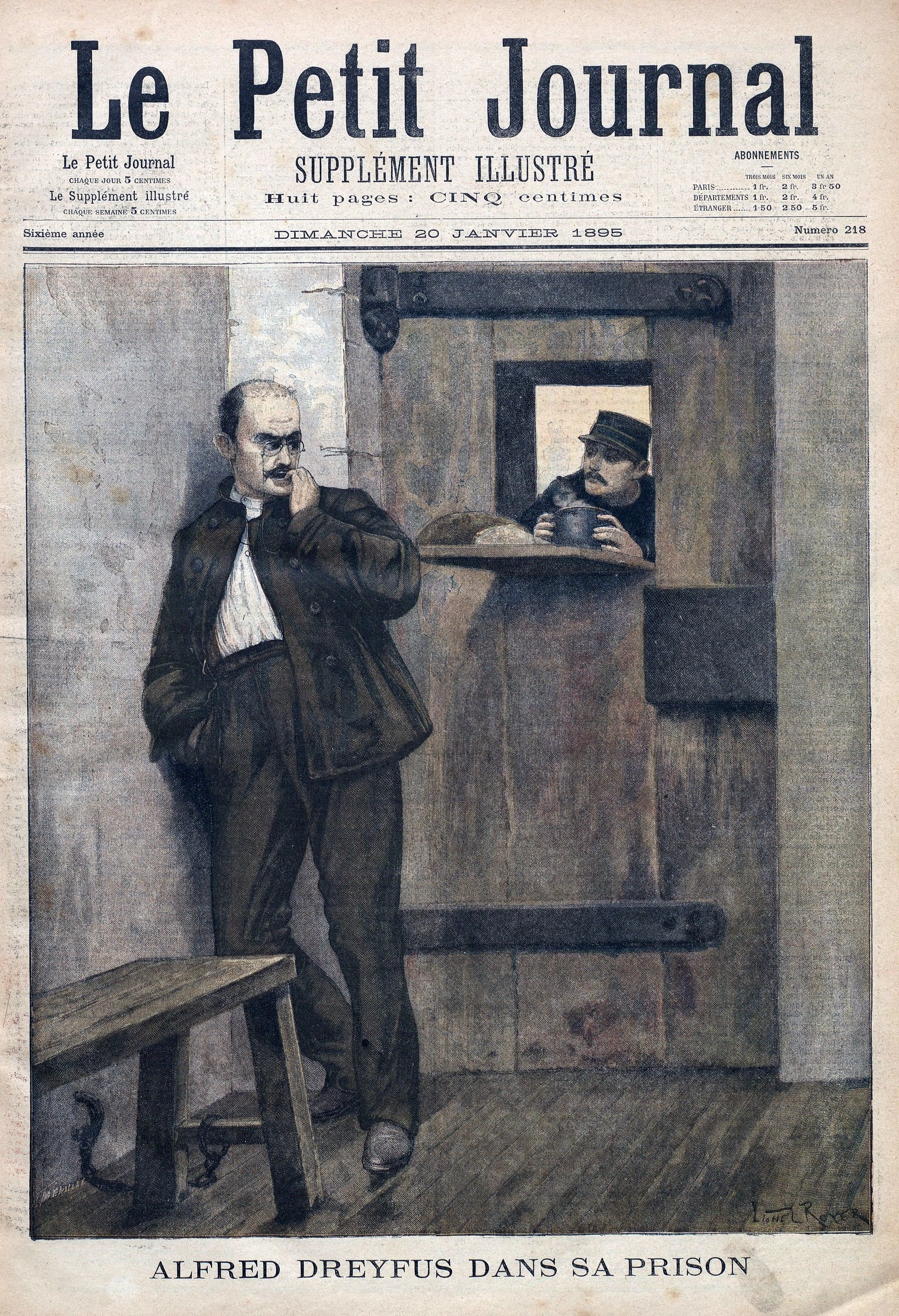
Portada de Le Petit Journal donde informa del encarcelamiento de Dreyfus

El 22 de diciembre, después de varias horas de deliberación, el veredicto salió a la luz. Por unanimidad, los siete jueces condenaron a Alfred Dreyfus por traición a la patria «a la destitución de su grado, a la degradación militar y a la deportación perpetua en un recinto fortificado», es decir, en la prisión de Guyana. Dreyfus no fue condenado a muerte, ya que la Constitución de 1848 había suprimido la pena capital por crimen político. Para las autoridades, la prensa y el público, si habían existido algunas dudas de antes del juicio, entonces se disiparon. Dreyfus era culpable; tanto la derecha como la izquierda se lamentaban por la abolición de la pena de muerte para el crimen de traición. El antisemitismo alcanzó su pico en la prensa y se manifestó en poblaciones hasta ese momento nunca afectadas. Incluso Jean Jaurès lamentó la suavidad de la sentencia de la corte y escribió: «Un soldado ha sido condenado a muerte y ejecutado por haber lanzado un botón a la cara de su cabo. Entonces ¿por qué dejar a este miserable traidor con vida?»[cita requerida]
El 5 de enero de 1895 la ceremonia de degradación se llevó a cabo en un tribunal de la Escuela Militar en París. Los testigos describieron la dignidad de Dreyfus, que siguió proclamando su inocencia. Aquí viene a ejercitarse conjuntamente lo que se llama «la leyenda de la confesión». Antes de la degradación, en el furgón que lo traía a la Escuela Militar, Dreyfus habría confiado su traición al capitán Lebrun-Renault. Todo indica que, en realidad, el capitán de la Guardia Republicana se jactó y que Dreyfus no había realizado confesión alguna. A causa de la naturaleza del asunto, en relación con la seguridad nacional, el condenado fue puesto en régimen de aislamiento en una celda, en espera de su traslado. El 17 de enero se lo transfirió a la prisión de la Isla de Ré, donde permaneció más de un mes. Tuvo derecho de ver a su esposa dos veces por semana, en una larga sala, cada uno en un extremo, con el director de la prisión entre ambos. El 21 de febrero, embarcó en el buque Ville-de-Saint-Nazaire, que al día siguiente partió hacia Guyana.
El 12 de marzo, después de una dura travesía de quince días, el buque ancló frente a la costa de la Isla de la Salvación. Dreyfus permaneció un mes en la prisión de la Isla Real; luego se lo transfirió a la Isla del Diablo el 14 de abril. Junto con sus guardias, eran los únicos habitantes de la isla. Fue instalado en una casilla de piedra de cuatro metros cuadrados con un cuarto. Atormentado por el intento de evasión, el comandante de la prisión hizo vivir un infierno al condenado, mientras que las condiciones de vida eran ya de por sí muy difíciles. Dreyfus cayó enfermo sacudido por las fiebres, que empeorarían año tras año.
Dreyfus fue autorizado a escribir sobre un papel numerado y rubricado. Sufrió la censura de la autoridad, tanto cuando enviaba correspondencia como cuando recibía el correo de su esposa Lucie, en el que se animan mutuamente. El 6 de septiembre de 1896 las condiciones de vida de Alfred Dreyfus empeorarían aún más: lo colocaron al «doble cierre», un tormento que le forzaba a permanecer sobre su cama, inmóvil con los tobillos y las muñecas amarradas. Esta medida fue tomada a consecuencia de la falsa información de sus deseos de fuga, publicada por un periódico inglés. Durante dos largos meses, hundió a Dreyfus en una profunda desesperación. En ese momento se convenció de que su vida acabaría en esa isla remota.

## La verdad en marcha

### La familia Dreyfus descubre la trampa y actúa

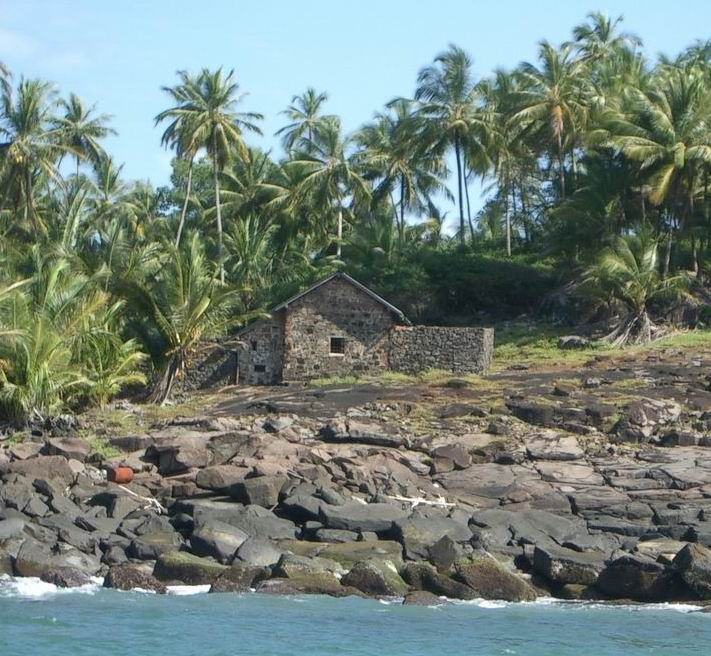
Casa de Dreyfus en la isla del Diablo (Guayana Francesa) lugar a donde fue expulsado. El sitio se conserva hasta la actualidad

Mathieu Dreyfus, el hermano mayor de Alfred Dreyfus, estaba convencido de la inocencia del condenado. Fue el primer gran artífice de la rehabilitación de su hermano, y dedicaría todo su tiempo, toda su energía y toda su fortuna para reunir en torno a sí un movimiento cada vez más poderoso para la revisión del caso de diciembre de 1894, a pesar de las dificultades de la tarea: «Después de la degradación, el vacío se hizo en torno nuestro. Sentíamos que ya no éramos seres humanos como los demás, aislados del mundo de los vivos.»
Mathieu intentó todas las vías, incluidas las más sorprendentes. Así pues, gracias al doctor Gibert, amigo del presidente de la República Félix Faure, se entrevistó en El Havre con una mujer que, bajo hipnosis, le habló por primera vez de un expediente secreto. El hecho fue confirmado por el presidente Faure al Dr. Gibert en conversación privada.
Poco a poco, a pesar de las amenazas de detención por complicidad, los esquemas y las trampas tendidas por los militares, consiguió convencer a diversos moderados. Así pues, el periodista de izquierda Bernard Lazare examinó las zonas grises de las actuaciones. En 1896 Lazare publicó en Bruselas el primer folleto dreyfusard. Esta publicación tuvo poca influencia en el mundo político e intelectual, pero contenía tantos detalles que el Estado Mayor llegó a sospechar que el nuevo jefe del Departamento de Estadísticas, Picquart, podría haber sido el responsable.
La campaña en favor de la revisión fue retransmitida gradualmente en la prensa de izquierda antimilitarista, lo que desencadenó a cambio una ola de antisemitismo en la opinión pública muy violenta. Francia seguía siendo entonces mayoritariamente antidreyfusarde. El comandante Henry, del Departamento de Estadísticas, era por su parte consciente de la fragilidad del expediente para presentar cargos. A petición de sus superiores —el general de Boisdeffre, jefe del Estado Mayor, y el general Gonse— se encargó de hacer «engrosar» el expediente con el fin de evitar toda tentativa de revisión. Incapaces de encontrar la menor prueba de culpabilidad, decidieron fabricarlas a posteriori.

### El descubrimiento del verdadero culpable: Picquart «pasa al enemigo»

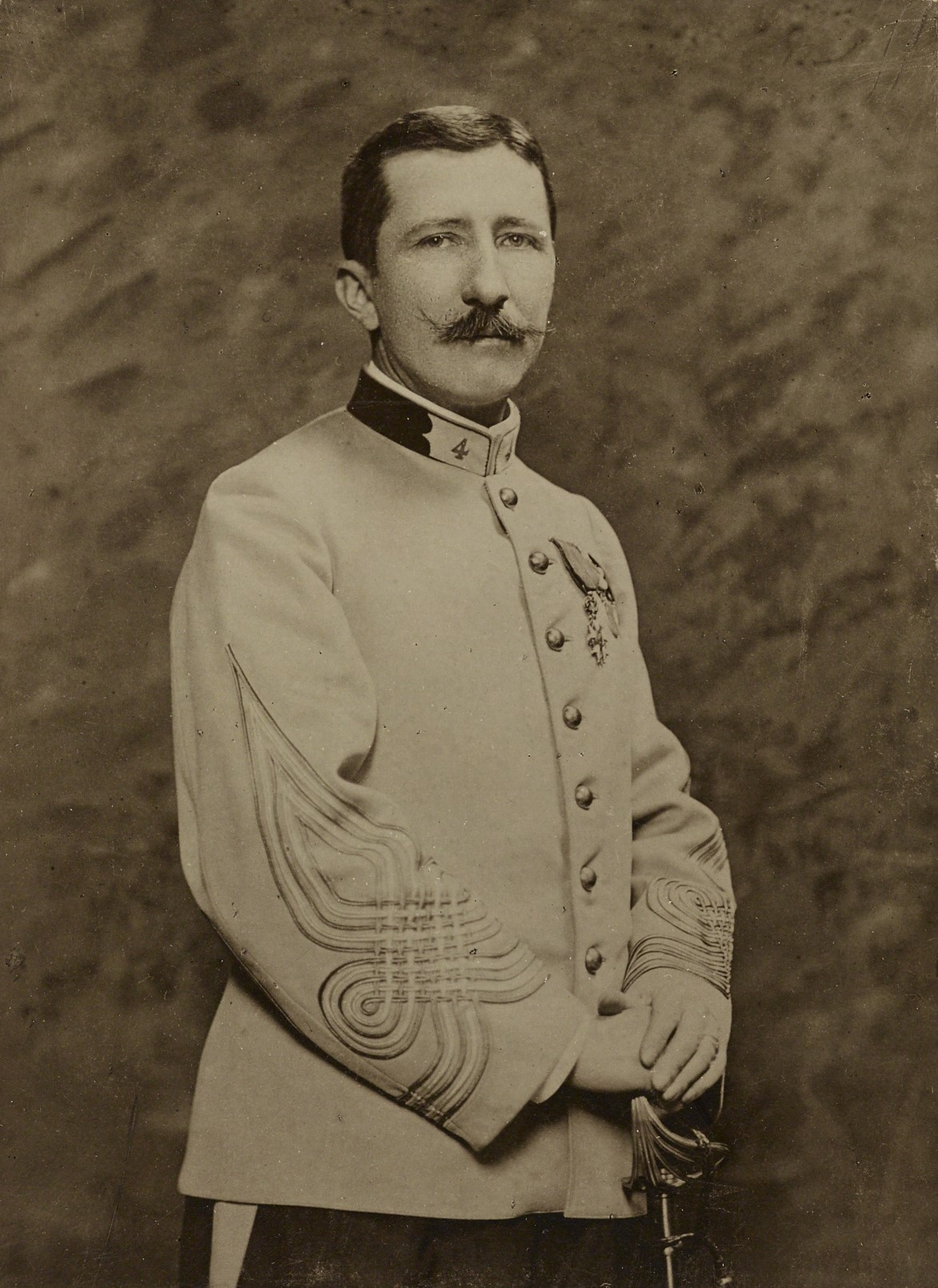
El teniente coronel Georges Picquart en uniforme del 4.º Regimiento de Tiradores Argelinos (c. 1896)

El verdadero culpable de la traición fue descubierto por casualidad de dos maneras distintas: por Mathieu Dreyfus, de una parte, recogiendo la denuncia del banquero Castro, y por el Departamento de Estadísticas, de otra parte, como resultado de una investigación. El coronel Sandher cayó enfermo y el teniente coronel Picquart fue destinado al frente del SR en julio de 1895. En marzo de 1896 Picquart, que había seguido el asunto Dreyfus desde su origen, exigió en adelante recibir directamente los documentos robados a la Embajada de Alemania, sin intermediarios. Había un pequeño documento conocido como el «pequeño azul»: una tarjeta telegrama, nunca enviada, escrita por Von Schwartzkoppen e interceptada a a principios de marzo de 1896. Esta iba dirigida a un oficial francés de origen húngaro: el comandante Ferdinand Walsin Esterhazy, 27 Rue de la Bienfaisance, París. Por otra parte, otra carta en lápiz negro de Von Schwartzkoppen demostraba la misma relación de espionaje con Esterházy.
En presencia de las cartas de este oficial, Picquart se dio cuenta con estupefacción de que su escritura era exactamente la misma que la de la «lista» que sirvió para incriminar a Dreyfus. Recurrió entonces al «expediente secreto» entregado a los jueces en 1894 y, tras su vaciado, adquirió la certeza de que Dreyfus era inocente. Conmovido por su descubrimiento, Picquart comenzó con diligencia una investigación en secreto, sin el acuerdo de sus superiores. Dicha investigación demostraría que Esterházy tenía conocimiento de los elementos descritos por la «lista» y que estaba bien en contacto con la Embajada de Alemania. Se estableció que el oficial estaba vendiendo a los prusianos numerosos documentos secretos cuyo valor era, sin embargo, bastante escaso.
Esterházy era un antiguo miembro del contraespionaje francés, donde sirvió después de la guerra de 1870. También había trabajado en la misma oficina que el comandante Henry de 1877 a 1880. Hombre con trastornos de personalidad, reputación escandalosa y lleno de deudas, era para Picquart un probable traidor animado por un móvil evidente: el dinero. Picquart comunicó entonces los resultados de su investigación al Estado Mayor, que se opuso —«cosa juzgada»—. En adelante todo se haría para expulsarlo de su puesto, con la ayuda de su propio comandante adjunto, Henry. Se trató, sobre todo, en las altas esferas del Ejército de no admitir que la condena de Dreyfus pudiera haber sido un grave error judicial. Para el ministro Mercier —luego para su sucesor en 1895, Émile Zurlinden— y el Estado Mayor, «lo que se hace se hace, no se vuelve nunca para atrás». Convenía entonces separar los casos Dreyfus y Esterházy.

### La denuncia de Esterházy y los progresos deldreyfusisme
La prensa nacionalista lanzó una violenta campaña contra el núcleo de los dreyfusards. En contraataque, el Estado Mayor descubriría y revelaría las informaciones, ignoradas hasta ese momento, del «archivo secreto». Las dudas comenzaron a instalarse entre las figuras de los medios culturales y políticos. Picquart intentó convencer a sus superiores para reaccionar en apoyo de Dreyfus, pero el Estado Mayor parecía sordo. Una investigación fue incoada en su contra. Picquart fue sometido a vigilancia, relevado y destinado al este de Francia, a Oriente; posteriormente fue trasladado a Túnez «en el interés del servicio».
En ese momento el comandante Henry eligió pasar a la acción. El 1 de noviembre de 1896 creó una prueba inculpatoria falsa contra Dreyfus, el «falso Henry», conservando el encabezado y la firma de una carta cualquiera de Panizzardi y redactando el texto central de lo que se suponía era una carta del agregado militar italiano a su homólogo alemán Max von Schwarzkoppen: «He leído que un diputado hará una interpelación a Dreyfus. Si se piden de Roma nuevas explicaciones, diré que nunca tuve relaciones con ese judío. Entienda esto. Si se le consulta, usted dirá igual, ya que es necesario que nunca se sepa nada acerca de lo que acordé con él.»
Era una farsa bastante burda. Sin embargo, los generales Gonse y Boisdeffre llevaron la carta sin cuestionarla al nuevo ministro de Guerra, el general Jean-Baptiste Billot. Las dudas del Estado Mayor en lo relativo a la inocencia de Dreyfus se diluyeron. Sobre la base de este descubrimiento, el Estado Mayor decidió proteger a Esterházy y perseguir al coronel Picquart, «que no comprendió nada» de lo que estaba pasando. Picquart, que no sabía nada acerca del «falso Henry», rápidamente se sintió aislado de sus colegas militares. Acusado de malversación por el comandante Henry, protestó por escrito y regresó a París.
Picquart confiaba en su amigo, el abogado Louis Leblois, a quien le hizo prometer confidencialidad. Este último habló con el vicepresidente del Senado, el alsaciano Auguste Scheurer-Kestner, a quien le asaltaron a su vez las dudas. Sin mencionar a Picquart, el senador puso de manifiesto el caso ante las más altas esferas del país. Pero, para el Estado Mayor, a pesar de todo, el coronel era sospechoso de estar detrás de la filtración. Este fue el comienzo de la causa Picquart, una nueva conspiración de los militares contra el oficial.
El comandante Henry, entonces suplente de Picquart, continuó su cometido y realizó por su propia cuenta una operación de intoxicación a fin de comprometer a su superior. Se dedicó así a diversos actos ilícitos: creación de una carta designándolo como un instrumento del «sindicato judío» que quería hacer evadir a Dreyfus, falsificar la «pequeña azul» para hacer creer que Picquart había suprimido el nombre del verdadero destinatario y la redacción de una carta nombrando a Dreyfus en el escrito.
En paralelo a las investigaciones del coronel Picquart, los defensores de Dreyfus fueron informados de la identificación de la escritura de la «infidencia» con la de Esterházy, en noviembre de 1897. Mathieu Dreyfus mostró una reproducción de la nota, que publicaron en Le Figaro. Un banquero, Castro, identificó este escrito como del comandante Esterházy, su deudor, y previno a Mathieu. El 11 de noviembre de 1897, las dos vías de investigación organizaron una reunión entre Scheurer-Kestner y Mathieu Dreyfus. Este último recibió la confirmación del hecho de que Esterházy había sido el autor de la infidencia. El 15 de noviembre, sobre estas bases, Mathieu Dreyfus presentó una denuncia en el Ministerio de Guerra contra Esterházy. La polémica se hizo pública y el Estado Mayor no tuvo más remedio que abrir una nueva investigación. A fines de 1897, Picquart regresó a París para dar a conocer públicamente sus dudas sobre la culpabilidad de Dreyfus, de acuerdo con sus descubrimientos. La intención de eliminar a Picquart pareció haber fracasado. El desafío era muy fuerte y se intentó desacreditar al coronel, sin ningún efecto. Esterházy envió cartas de protesta al Presidente de la República.

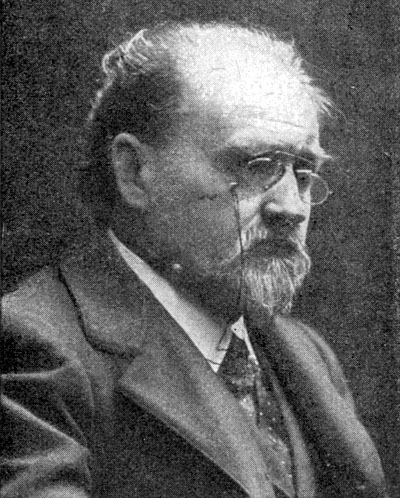
Émile Zola en 1898

El movimiento llamado dreyfusard, organizado por Bernard Lazare, Mathieu Dreyfus, Joseph Reinach y Auguste Scheurer-Kestner, se amplió. Émile Zola, informado a mediados de noviembre de 1897 por Scheurer-Kestner sobre el expediente, estaba convencido de la inocencia de Dreyfus y se comprometió oficialmente. El 25 de noviembre el novelista publicó en Le Figaro el artículo titulado «M. Scheurer-Kestner», el primero de una serie de tres. Ante el peligro de que sus lectores cancelaran los abonos en masa, el director del periódico dejó de apoyar a Zola. Poco a poco, a partir de diciembre de 1897, los escritores Anatole France y Paul Bourget, el universitario Lucien Lévy-Bruhl y el bibliotecario de la Escuela Normal Superior, Lucien Herr, convencieron a Léon Blum y Jean Jaurès, los autores de La Revue Blanche. Bernard Lazare, familiarizado con el director Thadée Natanson, y los hermanos Albert y Georges Clemenceau, todos estaban comprometidos en la lucha por un nuevo juicio. Léon Blum intentó en noviembre hacer firmar a su amigo Maurice Barrès una petición que solicitaba la revisión del juicio, pero este último se negó y rompió con Zola y Blum a principios de diciembre; por aquel entonces, comenzó a popularizarse el término intelectuales. Esta primera ruptura fue el preludio de una profunda división de las élites cultas después del 13 de enero.
Si el asunto Dreyfus ocupaba cada vez más los debates, el mundo político no lo reconoció así siempre. Jules Méline declaró en la apertura de sesión de la Asamblea Nacional, el 7 de diciembre: «No hay Caso Dreyfus. No lo hay actualmente y no puede haber Caso Dreyfus.»

### Pleito y condena del traidor

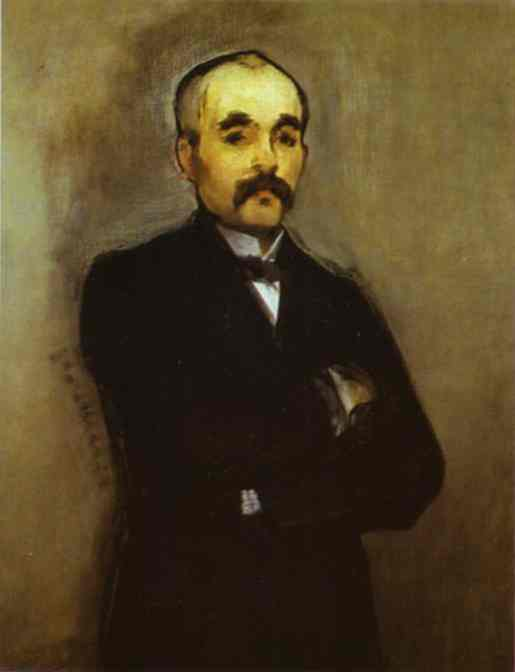
Retrato de Georges Clemenceau, por el pintor Édouard Manet (1879)

El general De Pellieux fue el responsable de llevar a cabo una investigación. Esto no bastó, pues el investigador estaba hábilmente manipulado por el Estado Mayor. El verdadero culpable —dijo— «es el teniente coronel Picquart». La investigación se transportó hacia otro ámbito, cuando la exmaestra de Esterházy, la señora De Boulancy, publicó en Le Figaro cartas donde expresaba violentamente, una década antes, todo su odio a Francia y su menosprecio al Ejército francés. La prensa militarista inmediatamente acudió a la ayuda del traidor a través de una campaña antisemita sin precedentes. La prensa dreyfusarde replicó fuertemente con nuevas pruebas en su poder. Georges Clemenceau, en el periódico L'Aurore, se preguntaba:

¿Quién protege al comandante Esterházy? La ley se detiene, impotente delante de este prusiano disfrazado de oficial francés. ¿Por qué? ¿Quiénes pues tiemblan delante de Esterházy? ¿Qué poder oculto, qué razones inconfesables se oponen a la acción de la justicia? ¿Quién le barre el camino? ¿Por qué se protege a Esterházy, personaje deplorable de moral más que dudosa, mientras que todos lo acusan? ¿Por qué se desacredita a un honesto soldado como el teniente coronel Picquart, abrumado, deshonorado? ¡Es necesario que lo digamos!

Aunque protegido por el Estado Mayor y en consecuencia por el Gobierno, Esterházy se vio obligado a reconocer la paternidad de las cartas francófobas publicadas por Le Figaro. Esto decidió a la cartera del Estado Mayor a actuar: debía encontrarse una solución para hacer cesar las preguntas y dudas. La idea fue exigir a Esterházy que él mismo pidiera pasar a juicio, con el fin de detener el «ruido» y retornar al orden. Así pues, para exonerarlo definitivamente, según la vieja norma «Res judicata pro veritate habetur» ('La cosa juzgada es tenida por verdad'), Esterházy se presentó el 10 de enero de 1898 ante un Consejo de Guerra. A puertas cerradas «demoraron» el pronunciamiento. Esterházy fue avisado de los temas del día siguiente con indicaciones en la línea defensiva que debía mantener. El pleito fue irregular: las constituciones de partes civiles solicitadas por Mathieu y Lucie Dreyfus se les negaron, los tres expertos en escrituras no reconocieron la escritura de Esterházy en la nota y se mantuvieron en la falsificación. El propio acusado se aplaudió a sí mismo, mientras que los testigos de cargo fueron abucheados y denigrados, y Pellieux intervino para defender al Estado Mayor sin calidad jurídica legal. El verdadero acusado era el coronel Picquart, ensuciado por todos los militares protagonistas del caso. Esterházy fue absuelto por unanimidad al día siguiente, después de tres minutos de deliberación.

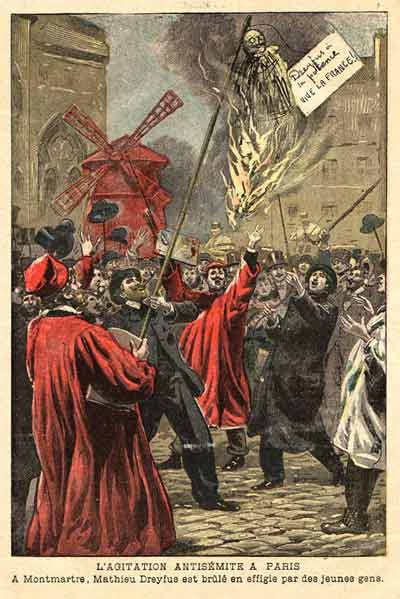
Disturbios antisemitas en un grabado de la Petit Parisien: «. En Montmartre, Mathieu Dreyfus es quemado en efigie por los jóvenes.»

Un inocente fue condenado por error, pero, por orden superior, el culpable fue absuelto. Para muchos republicanos moderados, fue un intolerable ataque a los valores fundamentales que abrazaban. La absolución de Esterházy trajo, pues, un cambio de la estrategia dreyfusarde. Al liberalismo respetuoso de Scheurer-Kestner y Reinach sucedió una acción más combativa y contestataria. En reacción a la absolución, importantes y violentos motines antidreyfusardes y antisemitas tuvieron lugar en toda Francia. Se atentó contra bienes y personas.
Fortalecido por su victoria, el Estado Mayor arrestó al teniente coronel Picquart bajo la acusación de violación del secreto profesional, a raíz de haber revelado su pesquisa a su abogado, quien se lo habría comunicado al senador Scheurer-Kestner. El coronel, a pesar de que se encontraba bajo arresto en Mont-Valérien, no claudicó y se comprometió cada vez más en el caso. A Mathieu, que se lo agradeció, le replicó secamente que «solo cumplí con mi deber».
El comandante Esterházy pronto fue asistido y, ante los riesgos que pesaban sobre él, se exilió en Inglaterra, donde terminaría sus días confortablemente en los años veinte. Esterházy se benefició, en el momento del caso, de un trato preferencial por parte de sus superiores del Ejército inexplicable si no es por el deseo del Estado Mayor de querer obstruir todo intento de impugnar la sentencia del Consejo de Guerra que había condenado al capitán Dreyfus en 1894.

## El Caso estalla en 1898

### «J’accuse…!»: El caso Dreyfus se convierte en «el Caso»

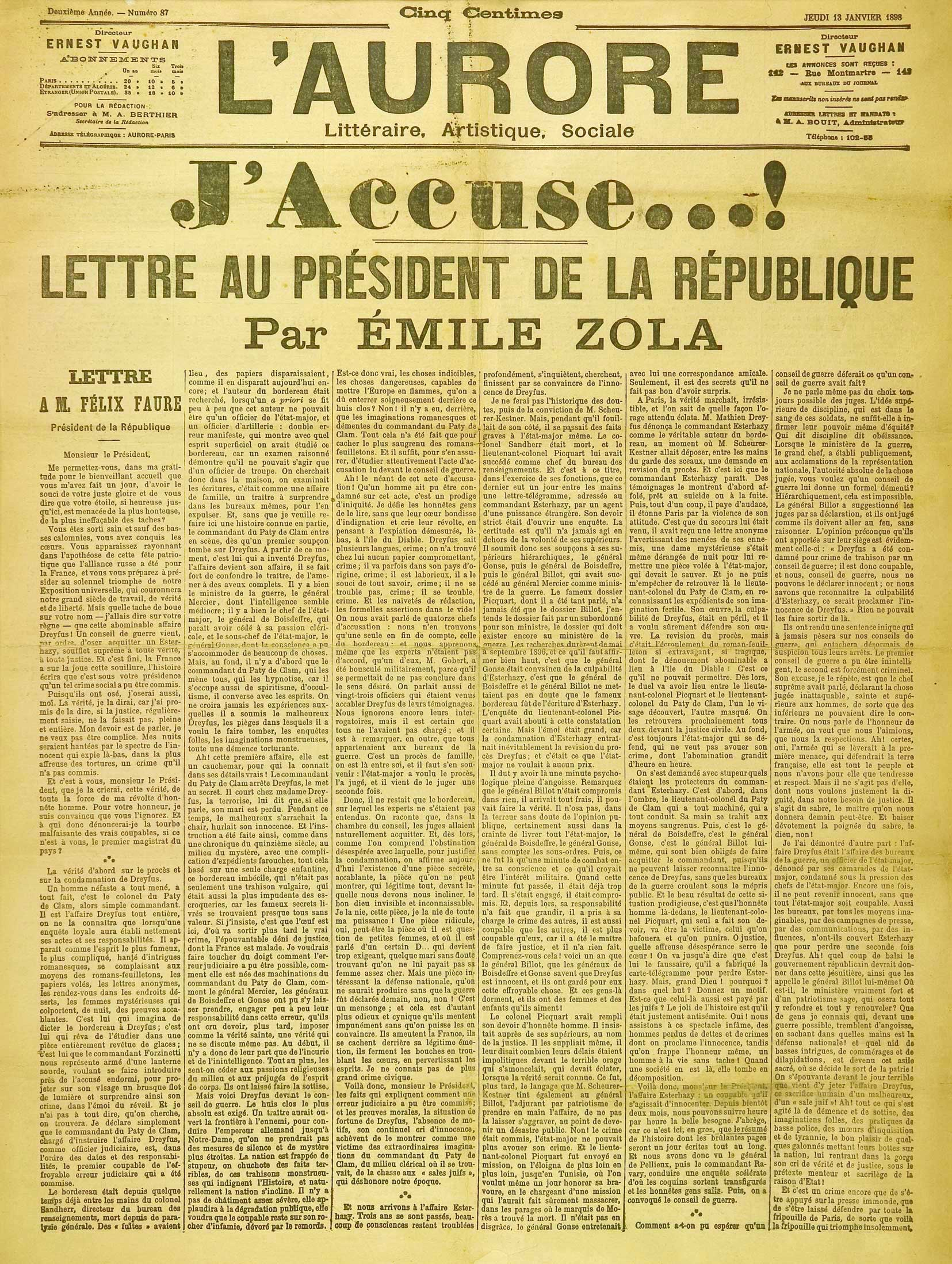
Portada del periódico L'Aurore del 13 de enero de 1898, con la carta abierta «J’accuse…!», escrita por Émile Zola

Zola dio el 13 de enero de 1898 una nueva dimensión al caso Dreyfus, que se convirtió en «el Caso». El primer gran intelectual dreyfusard está entonces en la cumbre de su gloria: los veinte volúmenes de Rougon-Macquart se difundieron en decenas de países. Era la cumbre del mundo literario, y fue plenamente consciente de ello. Al general De Pellieux le afirmó durante su juicio:

¿Yo pregunto al general De Pellieux si no hay distintas maneras de servir a Francia? Se la puede servir con la espada o con la pluma. ¡El Sr. general De Pellieux ha ganado seguramente grandes victorias! Yo gané la mía. A través de mis obras, la lengua francesa se llevó a todo el mundo. ¡Yo tengo mis victorias! ¡Yo lego a la posteridad el nombre del general De Pellieux y el de Émile Zola: él elegirá!

Escandalizado por la absolución de Esterházy, Zola decidió asestar un golpe. Publicó en primera página de L'Aurore un artículo de cuatro mil quinientas palabras en seis columnas, en forma de carta abierta al presidente Félix Faure. Clemenceau lo tituló «J’accuse…!». Vendiendo habitualmente treinta mil ejemplares, el periódico editó ese día trescientas mil copias. El artículo hizo el efecto de una bomba. El documento era un ataque directo, explícito y nominal. Se denunció a todos los que conspiraron contra Dreyfus, incluido el ministro de Guerra y el Estado Mayor. El artículo contenía numerosos errores, acrecentaba o aminoraba las funciones de tal o cual protagonista. El papel del general Mercier fue fuertemente subestimado.
«J’accuse…!» aportaba por primera vez la reunión de todos los datos existentes sobre el asunto. El objetivo de Zola fue exponerse voluntariamente con el fin de forzar a las autoridades a llevarlo a la justicia. Su juicio serviría como una oportunidad para un nuevo juicio público de los casos Dreyfus y Esterházy. Actuó así contra la estrategia de Scheurer-Kestner y Lazare, que predicaban la paciencia y la reflexión. Ante el éxito nacional e internacional de este golpe brillante, el juicio fue inevitable. A partir de ese momento crítico, el Caso siguió dos vías paralelas. Por un lado, el Estado utilizaría su aparato para imponer la limitación del juicio a un simple acto de difamación, con el fin de disociarlo de los casos Dreyfus y Esterházy, ya juzgados. Por otra parte, los conflictos de opinión intentaban influir sobre los jueces o el Gobierno, para obtener unos la revisión y los otros la condena de Zola. Pero el objetivo del novelista se logró: la apertura de un debate público a las bases.
El 15 de enero, Le Temps publicó una petición reclamando la revisión del juicio. Figuraban los nombres de Émile Zola, Anatole France, Émile Duclaux (director del Instituto Pasteur), Daniel Halévy, Fernand Gregh, Félix Fénéon, Marcel Proust, Lucien Herr, Charles Andler, Victor Bérard, François Simiand, Georges Sorel, luego el pintor Claude Monet, el escritor Jules Renard, el filósofo Émile Durkheim, el historiador Gabriel Monod y otros. En L'Aurore del 23 de enero, Clemenceau, en nombre de una «revuelta pacífica del espíritu francés», instaló positivamente el término intelectuales. El 1 de febrero Barrès fustigó a estos en Le Journal. El antiintelectualismo se convertiría en el tema principal de los publicistas de derecha, que acusaban a los dreyfusards de reflexionar más allá de los intereses de la nación, argumento que se encontraría a lo largo de los años que siguieron y que constituyó el fondo del debate público: la preferencia entre justicia y verdad o defensa de la nación, conservación de la sociedad y la razón superior del Estado. Esta movilización de los intelectuales no se duplicó inicialmente en la izquierda política: el 19 de enero los diputados socialistas tomaron distancia ante las «dos facciones burguesas rivales».

### El juicio a Zola

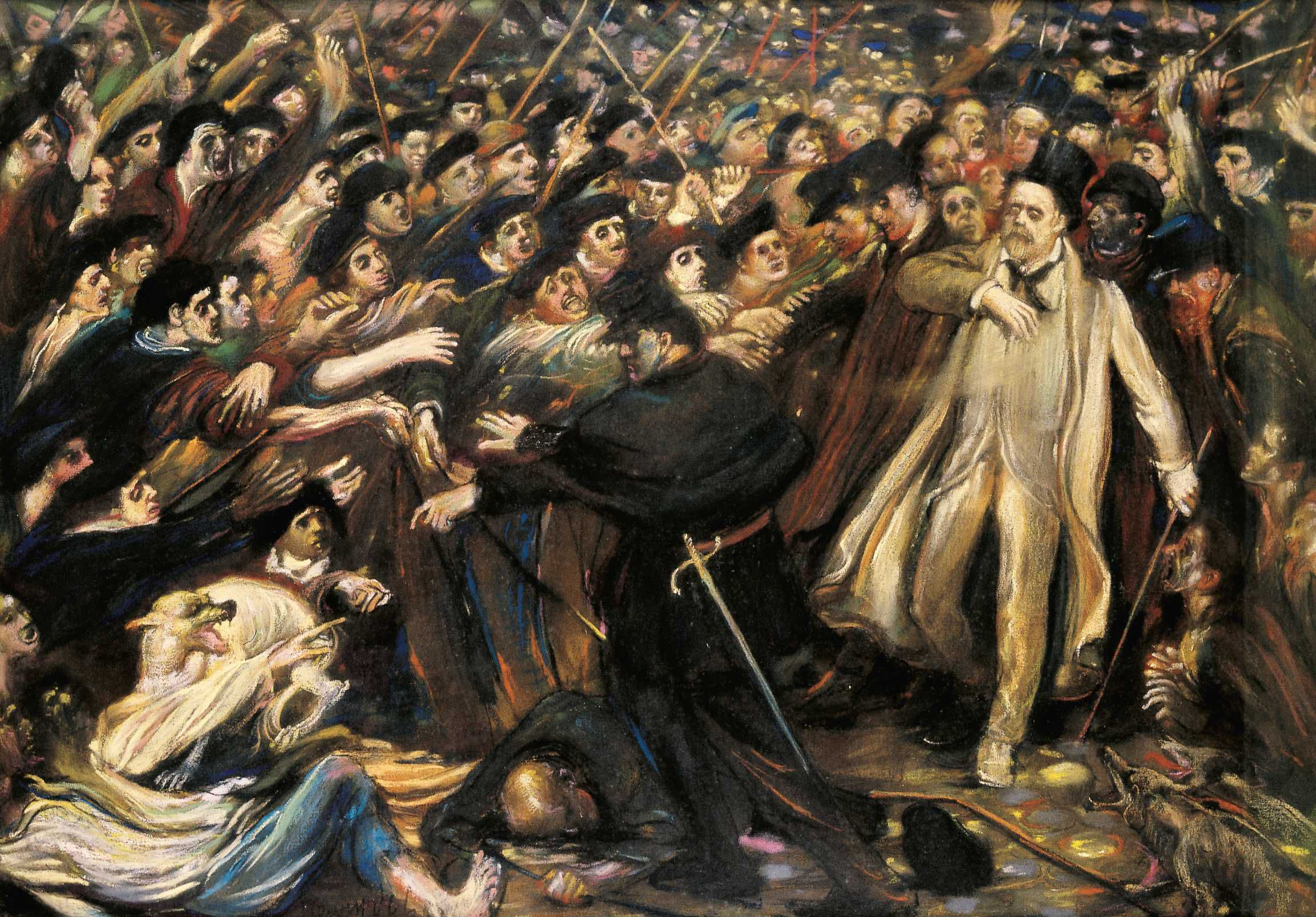
El ultraje de Zola, tela al óleo de Henry de Groux, 1898

El general Billot, ministro de Guerra, presentó una denuncia contra Zola y Alexandre Perrenx, el director del periódico L'Aurore, ante la Cour d'Assises de la Seine (Tribunales del Sena) del 7 al 23 de febrero de 1898. La difamación hacia una autoridad pública fue entonces presentada ante los tribunales, mientras que la injuria pública pronunciada por la prensa nacionalista y antisemita solo conllevó muy pocas actuaciones judiciales, y prácticamente ninguna condena. El ministro se basó en tres pasajes del artículo, lo que representa dieciocho líneas sobre varios centenares. Se acusó a Zola de haber escrito que el Consejo de Guerra había cometido una «ilegalidad por decreto». El pleito se abrió en un clima de extrema violencia: Zola fue objeto «de ataques de lo más ignominiosos», así como importantes apoyos y felicitaciones.
Fernand Labori, el abogado de Zola, hizo mención de alrededor de doscientos testigos. La realidad del Caso Dreyfus, desconocido para la opinión pública en general, se difundió a través de la prensa. Varios periódicos publicaron las notas taquigráficas in extenso de los debates del día, y era en esos informes en que se basaba la población para crear su opinión. Esto constituyó para los partidarios de Dreyfus un instrumento primordial para los debates posteriores. Sin embargo, los nacionalistas, detrás de Henri Rochefort, fueron entonces los más visibles y organizaron desórdenes, forzando al prefecto de París encargado de la policía a intervenir con el fin de proteger la salida de Zola en cada audiencia.
Este proceso fue también el lugar de una verdadera batalla jurídica, en la cual los derechos de la defensa se ridiculizaban sin cesar. Numerosos observadores tomaron conciencia de la connivencia entre el mundo político y los militares. Evidentemente, la Corte recibió instrucciones para que la esencia misma del error judicial no fuera evocada. El presidente Delegorgue, so pretexto de la prolongación de duración de las audiencias, hizo malabarismo con el derecho para que el pleito solo tratase de la presunta difamación de Zola. Su frase «la cuestión no será tratada», repetida decenas de veces, se volvió célebre.
Zola fue condenado a un año de prisión y tres mil francos de multa, la pena máxima. Esta dureza fue imputable a la atmósfera de violencia que envolvió el juicio: «La sobreexcitación de la audiencia, la exasperación de la multitud que se congregó frente al Palacio de Justicia era tal que se podía temer lo peor si el jurado hubiera absuelto al Sr. Zola.» Sin embargo, el juicio a Zola fue más bien una victoria para los dreyfusards. En efecto, el Caso y sus contradicciones pudieron ser evocados ampliamente a lo largo del juicio, en particular por los militares. Además, la violencia de los ataques contra Zola y la injusticia de su condena reforzaron el empeño de los dreyfusards: Stéphane Mallarmé declarará «penetró por lo sublime del Acto (de Zola)» y Jules Renard escribió en su periódico: «A partir de esta noche, valoro la República, que me inspira un respeto, una ternura que no conocía. Declaro que la palabra Justicia es la más bella de la lengua de los hombres, y que hay que llorar si los hombres no lo comprenden». El senador Ludovic Trarieux y el jurista católico Paul Viollet fundaron la Liga por la Defensa de los Derechos del Hombre. Más todavía que el caso Dreyfus, el asunto Zola operó una reagrupación de las fuerzas intelectuales en dos campos opuestos.
El 2 de abril una solicitud de recurso de casación recibió una respuesta favorable. Se trataba de la primera intervención de la Corte en este asunto judicial. La denuncia en efecto habría debido ser presentada por el Consejo de Guerra y no por el ministro. El fiscal general Manau era favorable a la revisión del caso Dreyfus y se opuso firmemente a los antisemitas. Los jueces del Consejo de Guerra, cuestionados por Zola, presentaron una denuncia por difamación. El asunto se sometió ante los tribunales de Seine-et-Oise en Versalles, donde el público era más nacionalista y favorable al Ejército. El 23 de mayo de 1898, a partir de la primera audiencia, Labori se presentó en casación debido al cambio de jurisdicción. El proceso fue aplazado y los debates fueron pospuestos para el 18 de julio. Labori le aconsejó a Zola salir de Francia para Inglaterra antes del fin del proceso, cosa que hizo el escritor acompañado por su esposa. Los acusados fueron condenados de nuevo. En cuanto al coronel Picquart, se encontraría una vez más en prisión.

### Desenmascarado Henry, el Caso se reanima

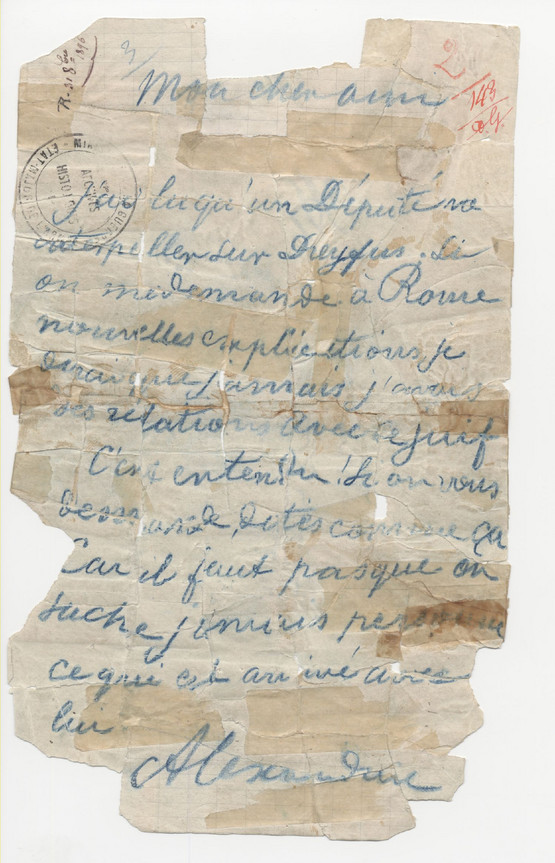
Fotografía del «Falso Henry». El encabezado «Mi querido amigo» y la firma «Alexandrine» son de Panizzardi (cuadrícula); el resto es de la mano de Henry

La absolución de Esterházy, las condenas de Émile Zola y de Georges Picquart y la presencia continua de un inocente en prisión tuvieron considerable resonancia nacional e internacional. Francia expuso una arbitrariedad estatal que contradecía los principios republicanos fundadores. El antisemitismo hizo claros progresos y los disturbios fueron corrientes a lo largo del año 1898. Sin embargo, los políticos continuaban con la negativa del Caso. Entre abril y mayo de 1898 estuvieron preocupados sobre todo por las elecciones legislativas, tras las cuales Jaurès perdió su banca de diputado de Carmaux. La mayoría continuó siendo moderada y un grupo parlamentario antisemita apareció en la Cámara. Con todo, la causa partidaria a Dreyfus fue reactivada.

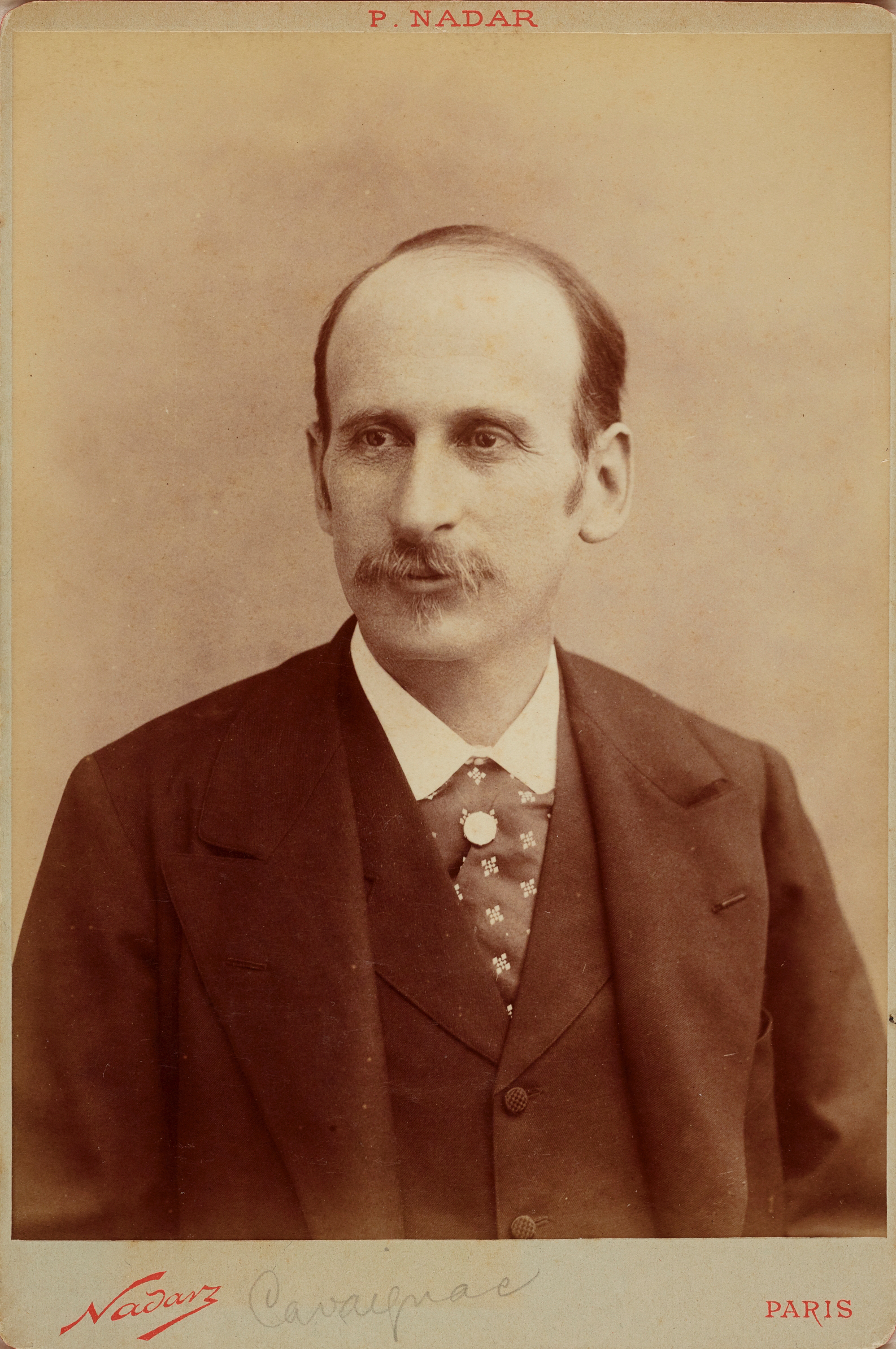
Retrato de Godefroy Cavaignac, ministro de Guerra

En efecto, Godefroy Cavaignac, nuevo ministro de Guerra y antirrevisionista feroz, quería demostrar definitivamente la culpabilidad de Dreyfus, «retorciendo el pescuezo» de paso a Esterházy, a quien considera «un mitómano y un chantajista». Estaba absolutamente convencido de la culpabilidad de Dreyfus, reforzada esta idea por la leyenda de una supuesta confesión, después de haber encontrado al principal testigo, el capitán Lebrun-Renault. Cavaignac tenía la honradez de un doctrinario intransigente, pero desconocía absolutamente el fondo del Caso, que el Estado Mayor se abstuvo de enseñarle. Se sorprendió al saber que el conjunto de los documentos en que la acusación se basaba no habían sido sometidos a pericias: Boisdeffre ha tenido «una confianza absoluta» en Henry. Él mismo se decidió a investigar en su despacho con sus colaboradores y recuperó el expediente secreto, que contaba entonces con 365 piezas.
El 7 de julio de 1898, en el momento de una interpelación en la Cámara, Cavaignac tuvo en cuenta tres piezas «abrumadores, entre mil», dos de las cuales no tenían relación con el Caso y la otra es el «falso Henry». El discurso de Cavaignac fue efectivo: los diputados lo ovacionaron y votaron la creación de afiches, con el contenido del discurso y la reproducción de las tres pruebas, los que fueron colocados en los 36 000 municipios de Francia. Los antidreyfusards triunfaron, pero Cavaignac reconoció implícitamente que la defensa de Dreyfus no había tenido acceso a todas las pruebas: la petición de anulación formulada por Lucie Dreyfus se convirtió en admisible. Al día siguiente, el coronel Picquart declararía en Le Temps al presidente del Consejo: «Estoy en condiciones de establecer delante de toda jurisdicción competente que ambas piezas con fecha de 1894 no deberían aplicarse a Dreyfus y que la que lleva la fecha de 1896 tenía todos los caracteres de una farsa», lo cual le valió once meses de prisión.
El 13 de agosto por la tarde, el capitán Cuignet, adjunto al gabinete de Cavaignac, que trabajaba a la luz de una lámpara, observó que el color de la cuadrícula ligera del papel de la cabecera y del pie de página no se correspondían con la parte central. Cavaignac todavía intentaba encontrar razones lógicas para la culpabilidad y posterior condena de Dreyfus, por lo que calló su descubrimiento. Una junta de investigación fue formada para inquirir a Esterházy, delante de la cual este entró en pánico y admitió sus relaciones secretas con el comandante Du Paty de Clam. La colusión entre el Estado Mayor y el traidor fue demostrada. El 30 de agosto Cavaignac se resignó a exigir explicaciones al coronel Henry, en presencia de Boisdeffre y Gonse. Después de una hora de interrogatorio llevado por el propio ministro, Henry colapsó e hizo una confesión completa. Fue puesto bajo arresto en la fortaleza Mont-Valérien y se suicidó al día siguiente: Un corte en la garganta con una navaja de afeitar. La solicitud de revisión presentada por Lucie Dreyfus no se pudo rechazar más. Sin embargo, Cavaignac afirmó: «¡Nunca jamás!». Pero el presidente del Consejo, Henri Brisson, lo forzó a dimitir. A pesar de su papel, aparentemente totalmente involuntario, en la revisión del proceso de 1894, fue un antidreyfusard convencido e hizo una intervención despreciativa y ofensiva hacia Dreyfus en el proceso de Rennes.

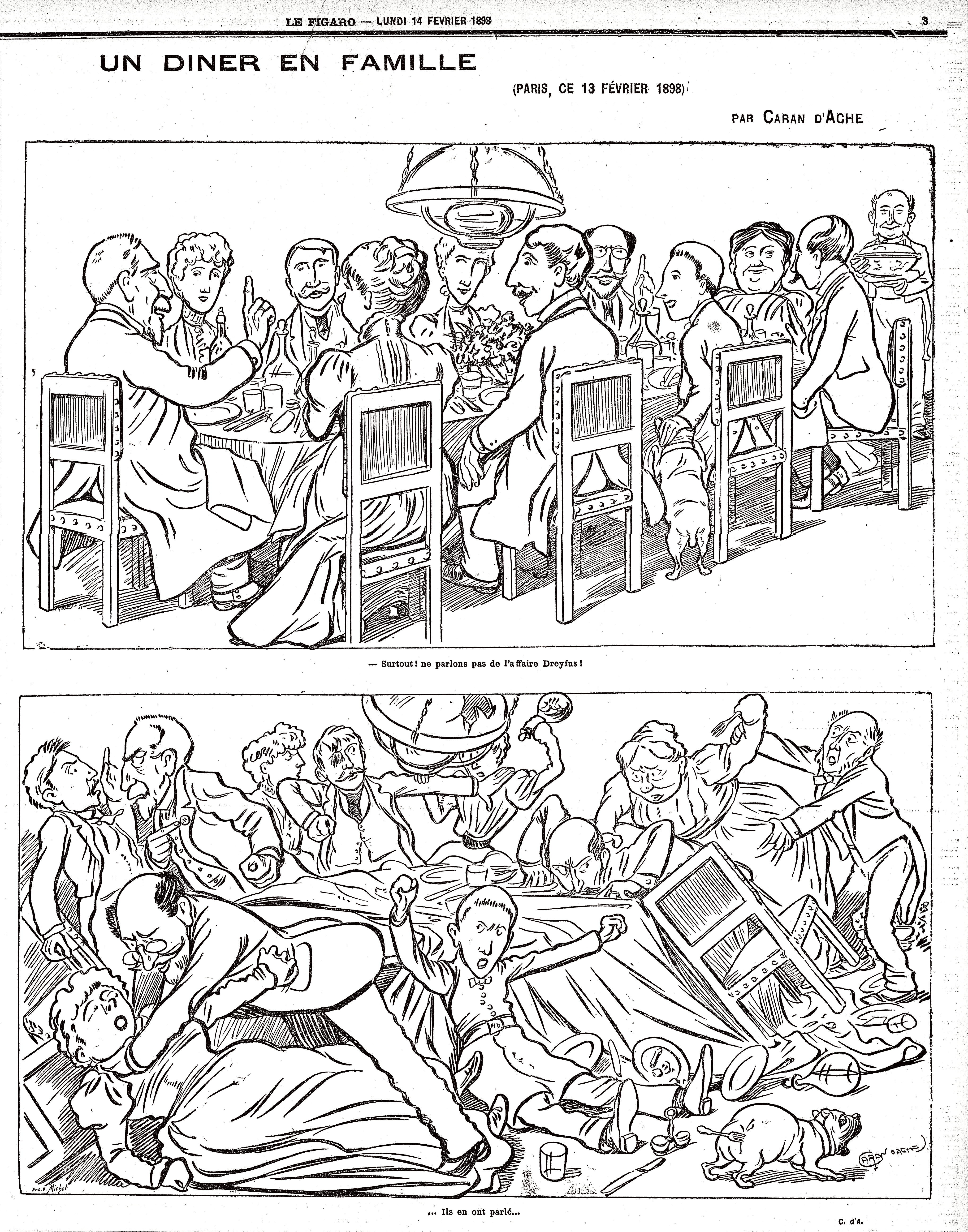
Caricatura de una familia francesa en una cena, que ilustra las divisiones de la sociedad francesa en el caso Dreyfus. En el panel superior, el anfitrión dice: «¡Por encima de todo, no hablemos del caso Dreyfus!». El panel inferior muestra la cena en gran desorden: «… Han hablado de él…». Obra del caricaturista Caran d'Ache, Le Figaro, 14 de febrero de 1898

Los antirrevisionistas no se consideraron vencidos. El 6 de septiembre Charles Maurras publicó un elogio de Henry en La Gazette de France, donde lo describe como «servidor heroico de los grandes intereses del Estado». La Libre Parole, periódico antisemita de Drumont, propagó la idea de un «falso patriotismo». El mismo periódico lanzaría en diciembre una suscripción en beneficio de la viuda de Henry, con el fin de erigir un monumento a la gloria de su marido. Cada donación era acompañada por observaciones contrarias a Dreyfus y los dreyfusards, a menudo injuriosas. 14 000 suscriptores, entre ellos 53 diputados, enviaron 131 000 francos.
El 3 de septiembre de 1898 el presidente del Consejo, Brisson, alentó a Mathieu Dreyfus a presentar una solicitud de revisión ante el Consejo de Guerra de 1894. El Gobierno transfirió el asunto a la Corte de Casación para el dictamen de los pasados cuatro años de procedimientos. Francia estaba realmente dividida en dos, pero no es posible generalizar: la comunidad judía se comprometió poco dadas las circunstancias, los intelectuales no eran todos dreyfusards, los protestantes se dividieron y los marxistas se negaron a apoyar a Dreyfus. La fisura trascendió las religiones y círculos sociales, como demuestra la famosa caricatura de Caran d'Ache «Una cena en familia».

### Crisis y recomposición del panorama político
Henry murió, Boisdeffre dimitió, Gonse no tenía ninguna autoridad y Du Paty fue seriamente comprometido por Esterházy: para los conjurados era el derrumbe. El Gobierno estaba atrapado entre dos fuegos: la ley y el derecho contra la presión nacionalista de las calles y del mando superior que volvía a la carga. Cavaignac dimitió para seguir extendiendo su visión antidreyfusarde del Caso y se planteó como el principal antirevisionista. El general Zurlinden, que le sucedió, influenciado por el Estado Mayor, emitió un dictamen negativo a la revisión el 10 de septiembre, apoyado por la prensa extremista, que sostenía: «La revisión es la guerra.» La obstinación del Gobierno, que votó el recurso al Tribunal de Casación el 26 de septiembre, provocó la dimisión de Zurlinden, sustituido inmediatamente por el general Chanoine. Este, en una interpelación a la Cámara, entregó su dimisión, dado que se rechazó la confianza a Brisson, obligado él también a su dimisión. La inestabilidad ministerial implicaría una determinada inestabilidad gubernamental.
El 1 de noviembre se nombró al progresista Charles Dupuy en sustitución de Brisson. En 1894 había cubierto las maniobras con el general Mercier en el comienzo del caso Dreyfus; cuatro años más tarde anunciaría que seguirá las sentencias del Tribunal de Casación, barriendo el camino a los que querían obstruir la revisión y privar al Tribunal. El 5 de diciembre, gracias a un apasionado debate en la Cámara sobre la transmisión del «expediente secreto» al Tribunal de Casación, la tensión aumentó. Las injurias, insultos y otras violencias, teñidas de un tono ultranacionalista, dieron paso a las amenazas de levantamiento. Paul Déroulède declararía: «Si es necesario hacer la guerra civil, la haremos.»
Una nueva crisis ocurrió dentro del Tribunal de Casación, ya que Quesnay de Beaurepaire, presidente de la sala civil, acusó a la sala de lo penal de dreyfusisme a través de la prensa. Dimitió el 8 de enero de 1899 como un héroe de la causa nacionalista. Esta crisis conseguiría la declinación de la competencia de la sala de lo penal en favor de las salas reunidas. Esto fue el bloqueo de la revisión.
En 1899 el Caso ocupaba cada vez más la escena política. El 16 de febrero de 1899 el presidente de la República Félix Faure murió. Émile Loubet fue elegido, un avance para la causa de la revisión, pues el presidente anterior había sido un feroz opositor. El 23 de febrero, a raíz de los funerales de Félix Faure, Déroulède intentó un golpe de Estado sobre el Palacio del Elíseo. Fue un fracaso, ya que los militares no se adhirieron. El 4 de junio Loubet fue agredido en el hipódromo de Longchamp. Estas provocaciones combinadas con las manifestaciones permanentes de la extrema derecha, aunque no pusieron realmente la República en peligro, crearon un sobresalto republicano que condujo a la formación de un «Gobierno de defensa republicana» en torno a Waldeck-Rousseau el 22 de junio. Se rechazó a los republicanos progresistas antidreyfusards, como Jules Méline, a la derecha. El asunto Dreyfus condujo a una recomposición clara del panorama político francés.

### La casación del juicio de 1894

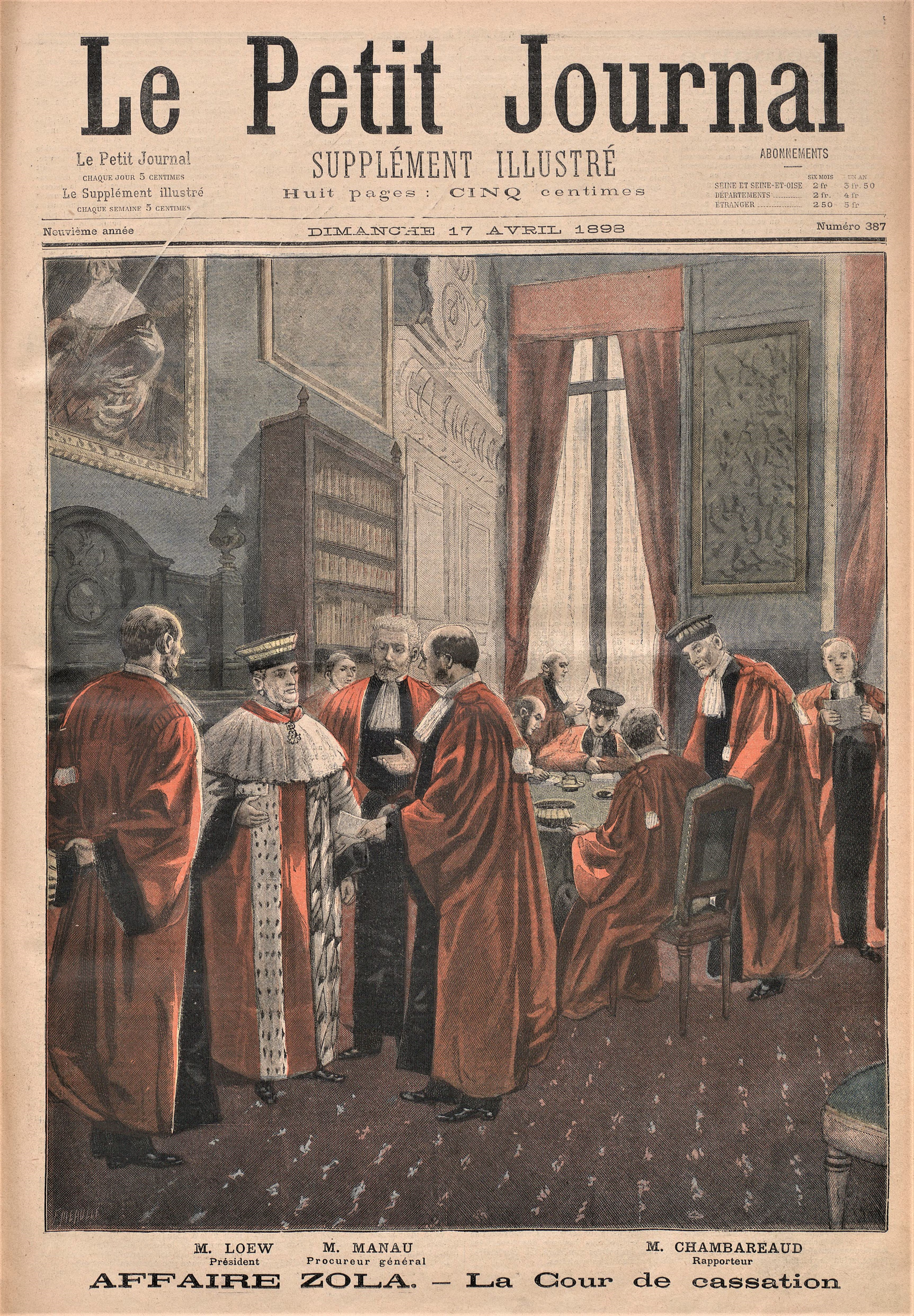
Los magistrados de la Cámara Criminal en Le Petit Journal

El Tribunal de Casación examinó el Caso, en un contexto de campañas de prensa contra la sala de lo penal, dado que constantemente fueron arrastrados los magistrados en el lodo a través de los periódicos nacionalistas desde el escándalo de Panamá. El 26 de septiembre de 1898, después de una votación del gabinete, el ministro de Justicia se hizo cargo del Tribunal de Casación. El 29 de octubre, tras la comunicación del informe de la declaración de Alphonse Bard, la Sala Penal del Tribunal declararía la «petición admisible, y dice que se procederá por ella a una instrucción suplementaria».
El declarante Louis Loew presidió. Fue objeto de una muy violenta campaña de injurias antisemitas, mientras que el protestantismo alsaciano lo acusó de ser un desertor, un vendido a los prusianos. A pesar de los silencios complacientes de Mercier, Billot, Zurlinden y Roget, que se atrincheraron tras la autoridad de la «cosa juzgada» y el «secreto de Estado», la comprensión del Caso aumentaba. Cavaignac declaró durante dos días, pero no llegó a demostrar la culpabilidad de Dreyfus. Al contrario, lo disculpó, involuntariamente, por una demostración del fechado exacto de la carta (agosto de 1894).
Posteriormente Picquart demostraría el conjunto de errores luego de la conspiración. En una decisión del 8 de diciembre de 1898, en respuesta a la declinación de la competencia que se anunciaba, Picquart fue descartado del Consejo de Guerra por la sala de lo penal. Era un nuevo obstáculo a las voluntades del Estado Mayor. Una nueva campaña de prensa furiosamente antisemita estalló con motivo de este acontecimiento, mientras que L'Aurore del 29 de octubre tituló «Victoria» con los mismos caracteres que «J’accuse…!». A pesar de todo, el trabajo de investigación fue reanudado por la Sala de lo Penal. El «expediente secreto» se analizaría a partir del 30 de diciembre y la Corte solicitó la comunicación del expediente diplomático, que fue concedida.
El 9 de febrero de 1899 la Sala de lo Penal entregó su informe, donde hacía hincapié en dos acontecimientos importantes: la seguridad de que Esterházy había fraguado el bordereau y de que el expediente secreto estaba totalmente vacío. Esos dos hechos destruyeron por sí solos todos los procedimientos en contra de Alfred Dreyfus. Pero al mismo tiempo, en respuesta al incidente de Beaurepaire, el presidente Mazeau instruyó una investigación sobre la Sala de lo Penal «con el fin de no dejarle toda la responsabilidad de la sentencia definitiva» que acabó en la destitución de sus miembros; esto privó a la Sala de poder continuar las acciones que se derivaban de su informe.
El 28 de febrero Waldeck-Rousseau se expresó ante el Senado sobre el Caso y denunció la «conspiración moral» en el Gobierno y en las calles. La revisión era inevitable. El 1 de marzo de 1899 el nuevo presidente de la cámara civil del Tribunal de Casación, Alexis Ballot-Beaupré, fue llamado a declarar para la consideración de la solicitud de revisión. Se ocupó de abogar en el caso y decidió seguir investigando. Diez testigos complementarios fueron interrogados, quienes debilitaron aún más la versión del Estado Mayor. En el debate final, con objetividad modélica, el presidente Ballot-Baupré demostró la inutilidad de la carta, la única prueba contra Dreyfus. El fiscal Manau abundó en dirección de las ideas del presidente. Mornard, que representaba a Lucie Dreyfus, defendió su posición sin ninguna dificultad ni oposición ante los fiscales.
El 3 de junio de 1899 las salas reunidas del Tribunal de Casación anularon el juicio de 1894 en audiencia solemne. El asunto fue reenviado al Consejo de Guerra de Rennes. Las consecuencias fueron inmediatas: Zola —exiliado en Inglaterra— regresó a Francia, Picquart fue liberado y Mercier fue acusado de comunicación ilegal de documentos. Por esa sentencia, el Tribunal de Casación se convertiría en una verdadera autoridad, capaz de hacer frente a los militares y al poder político. Para numerosos dreyfusards esta decisión de justicia fue el principio de la absolución del capitán; olvidaban considerar que sería nuevamente el Ejército el que lo juzgaría. La corte creyó en la autonomía jurídica del Consejo de Guerra sin tomar en consideración las leyes del espíritu de cuerpo.

## El juicio de Rennes de 1899

### Desarrollo del proceso

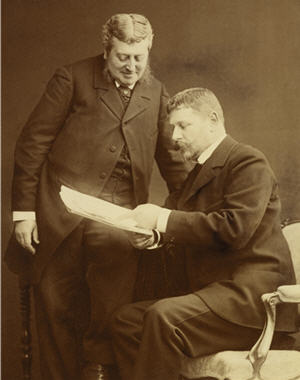
La defensa de Dreyfus en Rennes: Edgar Demange y Fernand Labori

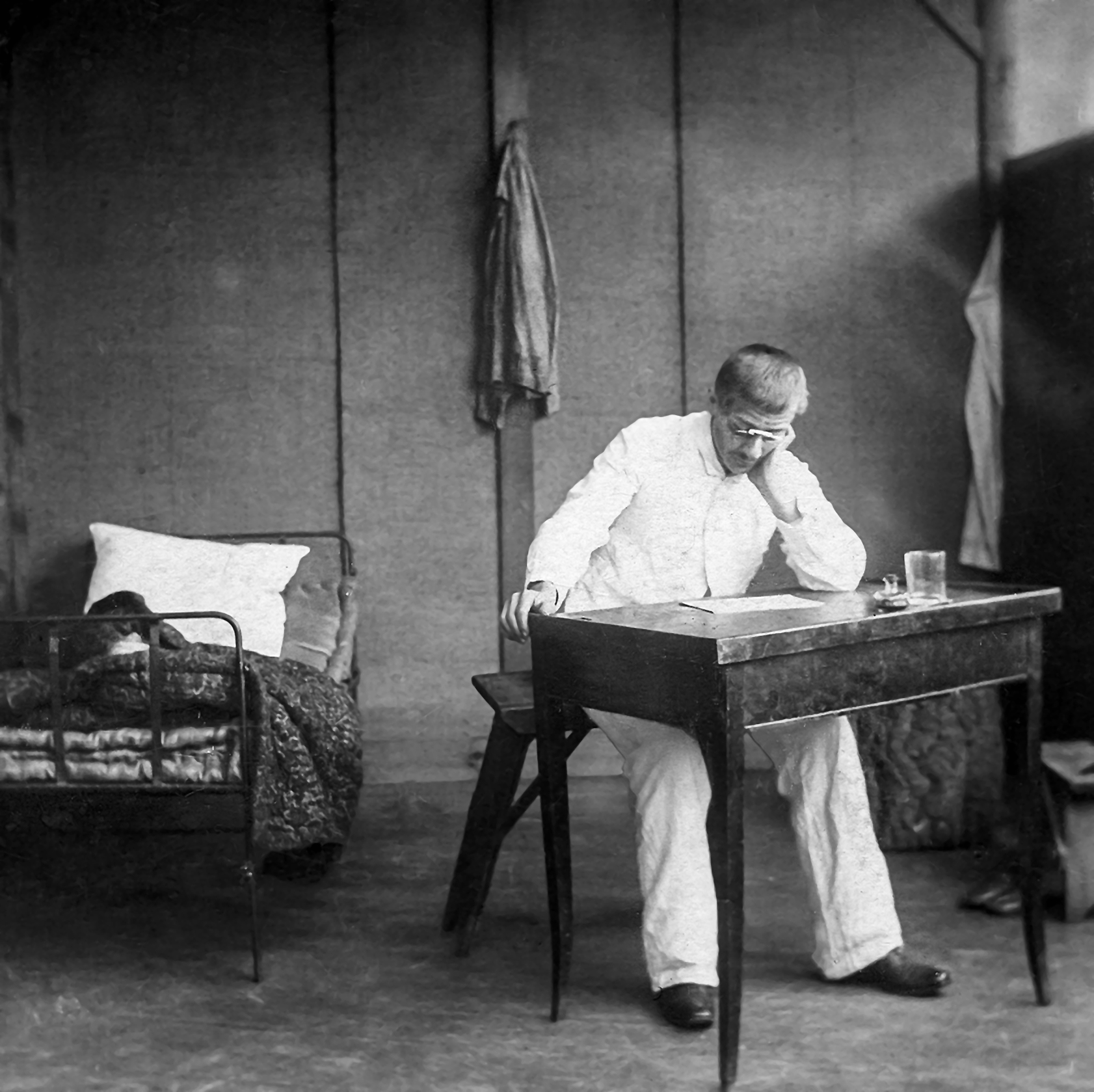
Dreyfus como prisionero en la Guayana Francesa en 1898, un año antes de su traslado de nuevo a la Francia metropolitana

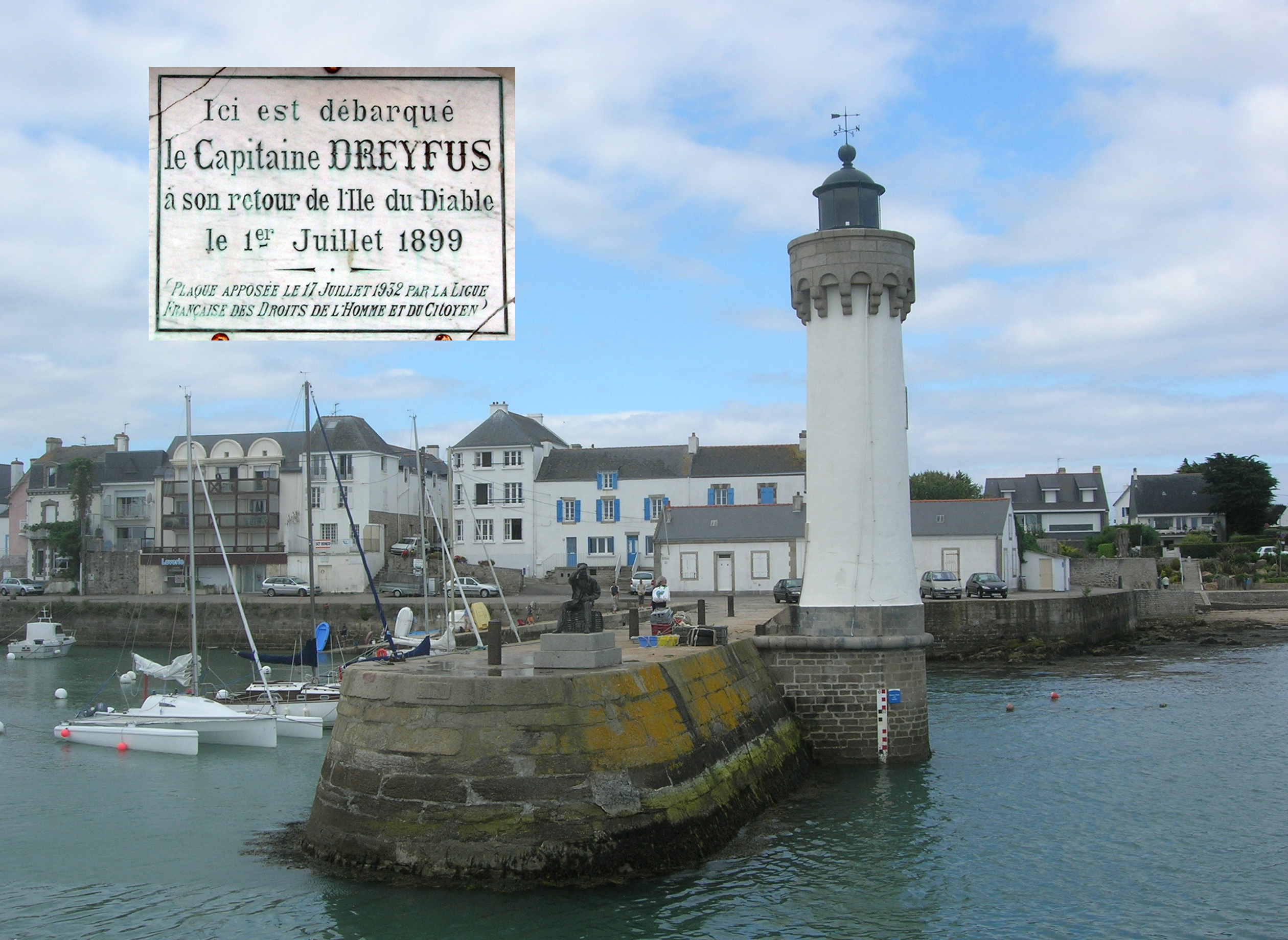
Puerto Haliguen en Quiberon donde Dreyfus desembarcó en junio de 1899

El prisionero no tenía conocimiento de los acontecimientos que tenían lugar a miles de kilómetros de distancia de él. Ni de las conspiraciones deformantes para que nunca pudiera regresar, ni del compromiso de innumerables y honestos hombres y mujeres adscritos a su causa. La administración penitenciaria filtraba la información que consideraba confidencial. A finales de 1898 se enteró con estupefacción de la dimensión real del Caso, del que no sabía nada: la acusación de su hermano contra Esterházy, la absolución del traidor, la confesión y suicidio de Henry; esta era la lectura del expediente investigado por el Tribunal de Casación que recibiría dos meses después de su publicación.
El 5 de junio de 1899 Alfred Dreyfus fue avisado de la decisión de revisión del juicio de 1894. El 9 de junio dejó la Isla del Diablo en dirección a Francia, encerrado en una cabina como culpable, que ya no era. Desembarcó el 30 de junio en Port Haliguen, en la península de Quiberon, en el mayor de los secretos, «por un regreso clandestino y nocturno». Después de cinco años se reencontró con su tierra natal, pero fue inmediatamente encerrado hasta el 1 de julio en la prisión militar de Rennes. Se presentó el 7 de agosto ante el Consejo de Guerra de la capital bretona.
El general Mercier, líder de los antidreyfusards, realizó constantes declaraciones a la prensa para reafirmar la exactitud del primer juicio: Dreyfus era culpable. Pero de inmediato surgieron voces discordantes en defensa de Dreyfus. Sus dos abogados tenían estrategias opuestas. Demange quería mantener la defensiva y simplemente obtener la absolución de Dreyfus. Labori, un brillante abogado de 35 años, era más ofensivo y, pretendiendo golpear fuerte, quería la derrota del Estado Mayor, su humillación pública. Mathieu Dreyfus concibió una complementariedad entre los dos abogados. El desarrollo del proceso demostraría el error, de que iría a servirse la acusación, ante una defensa tan debilitada.

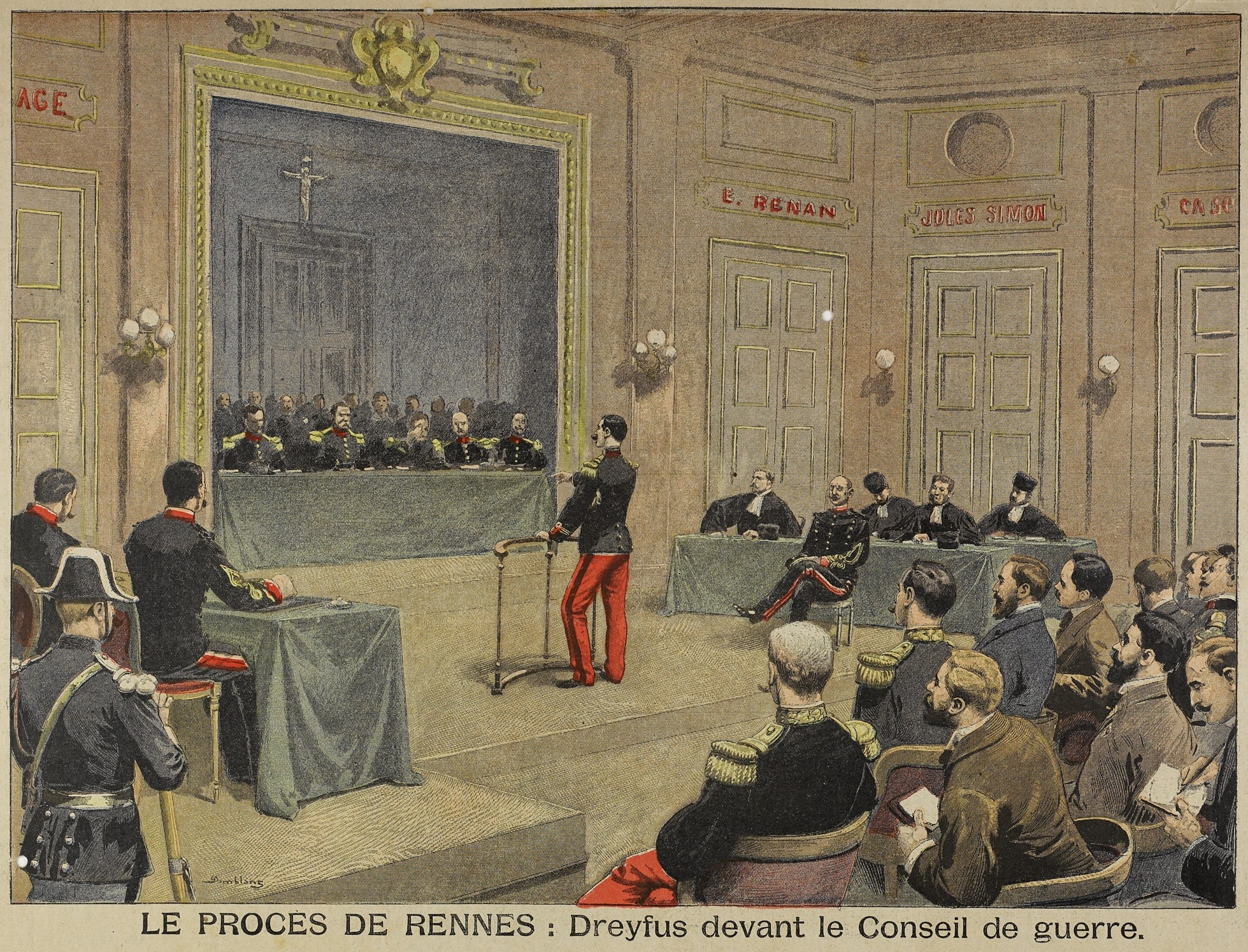
El juicio de Alfred Dreyfus en el Consejo de Guerra en Rennes

El proceso se abrió el 7 de agosto de 1899 en un clima de violencia inaudita. Rennes estaba en estado de sitio. Los jueces del Consejo de Guerra estaban bajo gran presión. Esterházy, que admitió la paternidad de la carta, huyó a Inglaterra y Du Paty solicitó disculpas. Cuando Dreyfus apareció, la emoción fue inmensa. Su apariencia física alteró a sus partidarios y a algunos de sus oponentes. A pesar de su condición física deteriorada, tenía un control completo del expediente, adquirido en tan solo unas semanas. Todo el Estado Mayor declaró contra Dreyfus sin aportar ninguna prueba. A pesar de sus esfuerzos, fueron consideradas nulas las confesiones de Henry y Esterházy. El proceso hasta tendía a descontrolarse, en la medida en que las decisiones del Tribunal Supremo no eran tomadas en consideración. Se discutía, en particular, sobre la carta, que era en realidad una prueba de la culpabilidad de Esterházy. Mercier fue abucheado a la salida de la audiencia. La prensa nacionalista y antidreyfusarde se perdía en conjeturas acerca de su silencio acerca de las «pruebas decisivas» que había anunciado antes del proceso.
El 14 de agosto Labori fue víctima de un atentado cuando acudía a los tribunales. Fue disparado en la espalda por un extremista nacionalista que escapó y nunca fue encontrado. El abogado estuvo forzosamente excluido de los debates durante más de una semana, en el momento decisivo del interrogatorio de los testigos. El 22 de agosto su condición mejoró, y regresó. Los incidentes entre los dos abogados de Dreyfus se multiplicaron; Labori reprochaba a Demange tener extrema cautela.
Ante el endurecimiento del juicio militar, el Gobierno aún podría actuar de dos maneras para influir en los acontecimientos: recurriendo al testimonio de Alemania o al abandono de la acusación. Sin embargo, estas negociaciones no obtuvieron resultados. La Embajada alemana envió una cortés negativa para el Gobierno. El ministro de Guerra, el general Gaston de Galliffet, hizo enviar unas respetuosas palabras al comandante Louis Carrière, comisario gubernamental. Le solicitó permanecer en el espíritu de revisión de la sentencia del Tribunal de Casación. El oficial pretendió no entender la alusión y, ayudado del abogado nacionalista Auffray —alma verdadera de la acusación—, realizó una acusación contra Dreyfus. En cuanto a la defensa, tenía que tomar medidas, porque el resultado del juicio se veía mal, a pesar de la evidencia de la ausencia de cargos contra el acusado. En nombre del primer ministro Waldeck Rousseau, ayudado por Jaurès y Zola, Labori estaba convencido de renunciar a su declaración para no ofender a los militares. Se decidió jugar a la conciliación a cambio de la absolución que parecía prometer el gobierno. Pero fue un juego de engaños. Demange, solo y sin ilusiones, garantizó la defensa de Dreyfus en un clima de guerra civil.
En París agitadores antisemitas y nacionalistas de Auteuil fueron arrestados. Jules Guérin y los que huyeron se hicieron fuertes en el Fort Chabrol y fueron sitiados por la policía.

### Nueva condena

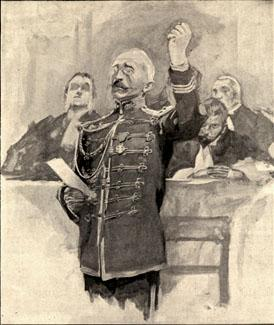
Nueva condena para Alfred Dreyfus

El 9 de septiembre de 1899 el Tribunal dictó su veredicto: Dreyfus es nuevamente condenado como culpable de traición, pero «con circunstancias atenuantes» (por 5 votos contra 2) a diez años de reclusión y a una nueva degradación. Contrariamente a las apariencias, este veredicto estuvo al borde de la absolución por un solo voto. El código de justicia militar preveía el principio de apoyo de la minoría a tres votos contra cuatro.
Este veredicto absurdo tuvo lo que parece una confesión de culpabilidad de los miembros del Consejo de Guerra. Parecían no querer rechazar la decisión de 1894, y eran conscientes de que el expediente solo se basaba en el viento. Pero se podría también interpretar esta decisión como un veredicto hábil, porque los jueces, cuidándose de sus pares como moderados angustiados por los riesgos de guerra civil, reconocían implícitamente la inocencia de Dreyfus (¿se puede traicionar con circunstancias atenuantes?).
Al día siguiente del veredicto Alfred Dreyfus, después de muchas dudas, presentó un recurso de revisión. Waldeck-Rousseau, en una posición difícil, abordó por primera vez la gracia presidencial. Para Dreyfus era aceptar la culpabilidad. Pero finalmente, alejado de los suyos desde hacía mucho tiempo, se vio forzado a aceptar. Se firmó el decreto el 19 de septiembre y fue puesto en libertad el 21 de septiembre de 1899. Numerosos dreyfusards quedaron frustrados por este acto final. La opinión pública acogió esta conclusión de manera indiferente. Francia aspiraba a la paz civil y a la concordia en vísperas de la Exposición Universal de 1900 y antes del gran combate que la República se preparaba a llevar para la libertad de asociaciones y la laicidad.

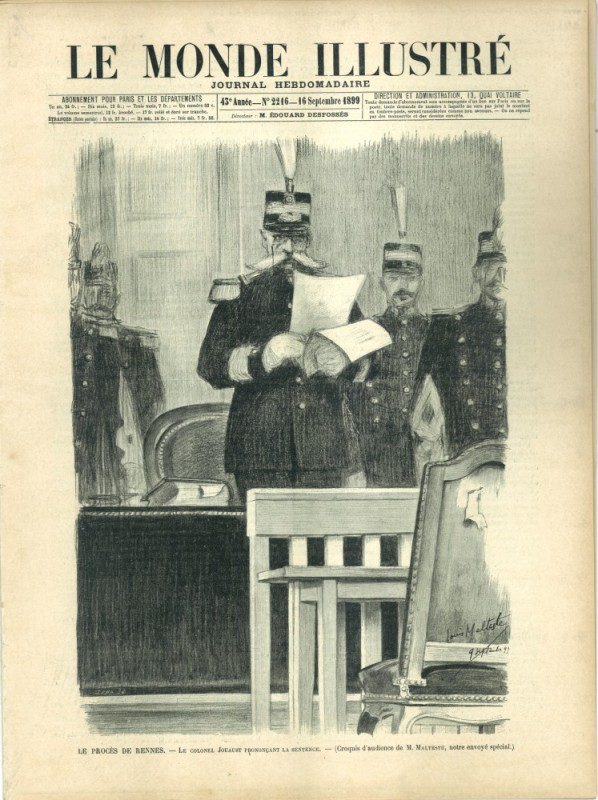
El coronel Jouaust, presidente del Consejo de Guerra, lee el veredicto de condena, en primera plana del semanario Le Monde Illustré

Con esta perspectiva, el 17 de noviembre de 1899 Waldeck-Rousseau proclamó una ley de amnistía cubriendo «todos los hechos criminales o delictivos conexos al caso Dreyfus o a la continuación relativa a uno de estos hechos». Los dreyfusards se sublevaron —no podían aceptar que los verdaderos culpables quedasen absueltos de sus crímenes de Estado—, al tiempo que Zola y Picquart debieron pasar por un juicio. A pesar de las inmensas protestas, se aprobó la ley. No existía entonces ningún recurso posible para obtener que la inocencia de Dreyfus se reconociera; sería necesario encontrar en el futuro un nuevo hecho que pueda dar lugar a la revisión.

### Reacciones
Las reacciones en Francia fueron vivas, llenas de «estupor y tristeza» en el campo revisionista. Sin embargo, otras reacciones tendieron a poner de manifiesto que el «veredicto de apaciguamiento» dictado por los jueces es comprendido y aceptado por la población. Los republicanos buscaron sobre todo la paz social, para dar vuelta de página a este largo asunto extremadamente polémico. Por ello las manifestaciones fueron muy pocas en las provincias, mientras que la agitación persistió un poco más en París. En el mundo militar, el apaciguamiento es también de rigor. Dos de los siete jueces votaron la absolución. Se negaron a acatar la orden militar implícita. Esto también es claramente percibido. En un apóstrofe al Ejército, Galliffet anunció: «El incidente está cerrado».
Manifestaciones antifrancesas tuvieron lugar en veinte capitales extranjeras; la prensa estaba escandalizada. Las reacciones eran de dos tipos. Las anglosajonas, legalistas, se centraban sobre el asunto de espionaje e impugnaban con violencia el veredicto de culpabilidad sin argumentos positivos en su construcción. A este respecto, el informe Lord Chief Justice de Inglaterra, de Lord Russell of Killowen a la reina Victoria del 16 de septiembre de 1899, es un símbolo de la repercusión mundial del Caso en Gran Bretaña. El magistrado inglés, que se encontraba en calidad de observador en Rennes, criticó las debilidades del Consejo de Guerra:

Los jueces militares «no estaban familiarizados con la ley» [...]. Carecían de la experiencia y aptitud que permiten ver la prueba detrás del testimonio. [...] Actuaron en función de lo que consideraban como el honor del ejército. [...] concedieron demasiada importancia a las frágiles alegaciones que se presentaron contra el acusado. Así concluyó: Parece claro que si el pleito de revisión hubiera tenido lugar ante el Tribunal de Casación, Dreyfus sería ahora un hombre libre.

En Alemania e Italia, los dos países comprometidos en la causa contra Dreyfus, fue un alivio. Aunque el káiser Guillermo II lamentaba que la inocencia de Dreyfus no se hubiera reconocido, la normalización de las relaciones franco-prusianas que se anunciaban se vio como una distensión bienvenida. Ninguna de las naciones tenía interés en una tensión permanente. La diplomacia de las tres potencias, con la ayuda de Inglaterra, se dedicó a relajar la atmósfera, que solo se deterioraría nuevamente en vísperas de la Primera Guerra Mundial.
Esta conclusión judicial tuvo también una consecuencia desastrosa sobre las relaciones entre la familia Dreyfus y la rama de los dreyfusistes ultras. Fernand Labori, Jaurès y Clemenceau, con el consentimiento del general Picquart, acusaron abiertamente a Alfred Dreyfus por haber aceptado la gracia y de protestar débilmente la ley de amnistía. Dos años después de esta conclusión, su amistad se acababa así, escandalosamente.

## El largo camino hacia la rehabilitación (1900-1906)
Prefiriendo evitar un tercer proceso, el Gobierno decidió indultar a Dreyfus. El decreto fue firmado por el presidente Loubet el 19 de septiembre de 1899, después de múltiples vacilaciones. Dreyfus no fue declarado inocente por eso. El proceso de rehabilitación sería terminado solo seis años después, sin brillo ni pasión. Numerosas obras aparecieron durante ese período. Además de las memorias de Alfred Dreyfus, Reinach dejó ver su Histoire de l'affaire Dreyfus y Jaurès publicó Les Preuves. En cuanto a Zola, escribió el tercero de sus Evangelios: «Verdad». Incluso Esterházy sacó provecho de la situación al relatar sus confidencias y vendió varias versiones con diferentes textos de su testimonio al cónsul de Francia.

### Muerte de Zola
El 29 de septiembre de 1902, Zola, el iniciador del Caso, el primero de los intelectuales partidarios de Dreyfus, murió asfixiado por el humo de su chimenea. Su esposa Alexandrine se salvó por poco. Hay conmoción en el clan de los dreyfusards.
Anatole France —quien exigió que Dreyfus estuviera presente en las exequias, mientras que el prefecto de París prefirió su ausencia «para evitar disturbios»— leyó su célebre discurso fúnebre al autor de «J’accuse…!»:

Ante el recuerdo de la lucha emprendida por Zola por la justicia y la verdad,

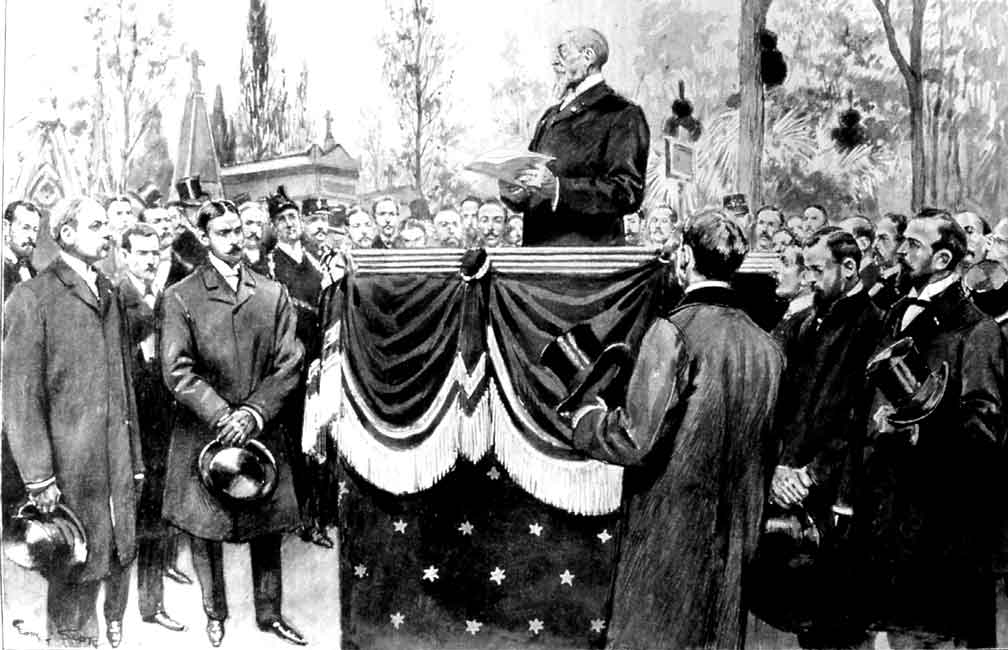
Las exequias de Zola, donde Anatole France realiza su discurso en homenaje a su amigo

¿me es posible guardar silencio sobre estos hombres ensañados en la ruina de un inocente,

quién sintiéndose perdido fue salvado,

mientras lo agobiaban con la audacia desesperada en el miedo?

¿Cómo apartarlos de su vista, mientras que debo mostrarle a Zola que se levanta, débil y desarmado ante ellos?

¿Puedo callar sus mentiras? Esto sería callar su rectitud heroica.

¿Puedo callar sus crímenes? Esto sería callar su virtud.

¿Puedo callar los ultrajes y las calumnias con las que lo persiguieron? Esto sería callar su recompensa y sus honores.

¿Puedo callar su vergüenza? Esto sería callar su gloria.

No, hablaré.

Envidiémosle: honró a su patria y al mundo por una obra inmensa y un gran acto.

Envidiémosle, su destino y su corazón le hicieron la suerte más grande.

Él fue un momento de la conciencia humana.

### La semirrehabilitación

#### Rehabilitación jurídica

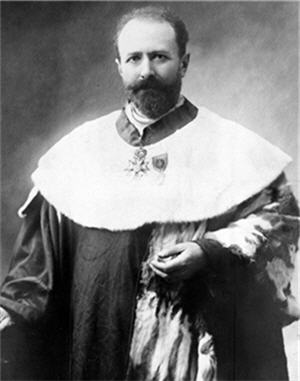
Manuel Baudoin, procurador del Tribunal Supremo durante la rehabilitación del capitán Dreyfus

Las elecciones de 1902 dieron la victoria a la izquierda. Jean Jaurès fue reelegido, lo que impulsó el caso el 7 de abril de 1903, mientras Francia lo consideró enterrado para siempre. En un discurso Jaurès evocó la larga lista de falsedades en el caso Dreyfus e insistió particularmente en dos temas principales:
- La carta de dimisión del general De Pellieux, redactada en términos muy duros. Jurídicamente tiene las formas de una confesión de la colusión del Estado Mayor:

Engañado por gente sin honor, no pudiendo más contar con la confianza de los subordinados sin la cual el mando es imposible, y por mi parte, no pudiendo tener la confianza de mis jefes que me hicieron trabajar sobre falsedades, solicito mi retiro.

- El bordereau (supuestamente escrito por el káiser Guillermo II) al que el general Mercier se había referido en el proceso de Rennes, y cuya divulgación realizada a través de la prensa habría influido sobre los jueces del Consejo de Guerra.[230],[231]

Frente a estas novedades, el general André, nuevo ministro de Guerra, realizó una investigación a instancias de Émile Combes, asistente de los magistrados. La investigación estuvo a cargo de capitán Targe, oficial de ordenanza del ministro. Las investigaciones de la Sección de Estadísticas descubrieron numerosas piezas, la mayoría de las cuales son, evidentemente, falsas. En noviembre de 1903 un informe fue entregado a la custodia de los Sceaux por el ministro de Guerra. Era el respeto de las reglas, donde el ministro comprueba un error cometido en el Consejo de Guerra. Este es el comienzo de una nueva revisión, con una investigación minuciosa que se extendería durante dos años.
Los años 1904 y 1905 fueron dedicados a distintas fases judiciales ante el Tribunal de Casación. El tribunal emplea tres medios en la revisión, consistentes en demostrar
- la falsificación del telegrama de Panizzardi;
- el cambio de fecha de una de las cartas del juicio de 1894 (abril de 1895 cambiado para abril de 1894); y
- que Dreyfus no había eliminado el acta de la asignación de artillería pesada para los ejércitos.

En lo que se refiere a la escritura de la Nota, el tribunal fue particularmente severo contra Bertillon, que «razonó mal acerca de los documentos falsos». El informe demuestra que la escritura es de Esterházy, quien lo reconoció. Por fin, el Tribunal de Casación demostró mediante un análisis completo y sutil de la Nota la inanidad de esta construcción puramente intelectual, y una comisión de cuatro generales dirigida por un especialista de la artillería, el general Sebert, afirmó ser «muy improbable que un oficial de artillería haya podido escribir esta misiva».

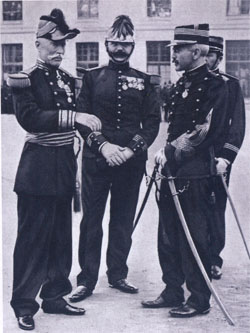
A la derecha: Alfred Dreyfus, rehabilitado. En el centro: el capitán Targe, investigador y descubridor de numerosos fraudes

El 9 de marzo de 1905 el fiscal general Baudouin realizó un informe de 800 páginas donde reclama la casación sin devolución y fustiga al Ejército. Empieza una declinación de la competencia de la justicia militar que encontraría su conclusión reciente en 1982. Fue necesario esperar al 12 de julio de 1906 para que el Tribunal de Casación, con todas las cámaras reunidas, anulara sin retorno la sentencia dictada en Rennes en 1899 y pronunciara «la sentencia de rehabilitación del capitán Dreyfus». Los antidreyfusards criticaron la rehabilitación duramente. Pero el objetivo era obviamente político: se trataba de terminar y de pasar página. Nada podía anular la convicción de los adversarios de Dreyfus. Esta forma era, pues, la más directa y definitiva.
Cabe señalar no se anulaba solamente la sentencia de Rennes, sino toda la cadena de actos previos, comenzando por el orden de puesta en juicio otorgada por el general Saussier en 1894. El Tribunal se concentró solamente sobre los aspectos jurídicos y constató que Dreyfus no debía volver a un nuevo Consejo de Guerra por la simple razón de que nunca hubo motivos, ante la total ausencia de pruebas.

Esperado, como último análisis, que, de la acusación llevada contra Dreyfus, nada permanece de pie; y que la anulación del juicio del Consejo de Guerra no deja subsistir nada que pueda a su cargo ser cualificado como crimen o delito; por lo tanto, por aplicación del apartado final del artículo 445 ninguna devolución debe pronunciarse.

### La injusticia militar[235]

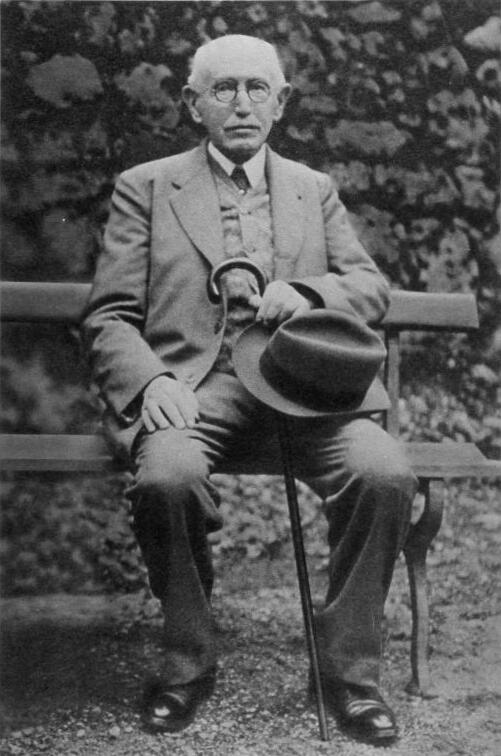
Alfred Dreyfus en los años 30

Dreyfus fue reintegrado parcialmente en el ejército con el rango de jefe de escuadrón (comandante), por la ley de 13 de julio de 1906. Sus cinco años de prisión no fueron tomados en cuenta para la restitución de su carrera, y no pudo aspirar a un grado de oficial general. Esta decisión rompió toda esperanza de una carrera digna antes de su detención en 1894. Fue obligado a una dolorosa renuncia en junio de 1907. Los jueces no podían poner final a la injusticia. El derecho y la igualdad fueron burlados una vez más. Dreyfus nunca pidió ningún tipo de indemnización al Estado ni daños a nadie. La única cosa importante para él era el reconocimiento de su inocencia.
El 4 de junio de 1908, con motivo de la transferencia de los restos de Emile Zola al Panteón de París, Alfred Dreyfus sufrió un atentado. Louis-Anthelme Grégori, periodista de extrema derecha adjunto de Drumont, realizó dos disparos de revólver y Dreyfus fue levemente herido en el brazo. Se trataba, para la Acción Francesa, de perturbar al máximo la ceremonia destinada a «los dos traidores»: Zola y Dreyfus. Pero también de rehacer el juicio Dreyfus a través de un nuevo juicio, una venganza de alguna manera. El juicio de Assises de la Seine, donde Grégori fue absuelto, fue la última de una larga serie de faltas de conducta judiciales, es la oportunidad para nuevos disturbios antisemitas, que el Gobierno reprimió con liviandad.
Oficial de reserva, Dreyfus participó en la guerra de 1914-1918 en la retaguardia en París, como jefe de artillería, y luego asignado a Chemin des Dames y Verdún. Acabó su carrera militar con el rango de coronel. Murió el 12 de julio de 1935 a la edad de setenta y cinco años, en la indiferencia general. El coronel Picquart fue también oficialmente rehabilitado y reintegrado en el Ejército con el rango de general de brigada. Incluso fue nombrado ministro de Guerra en 1906, durante el gobierno de Clemenceau, hasta 1909. Murió en 1914 de un accidente de caballo.

## Historiografía del Caso Dreyfus[241]

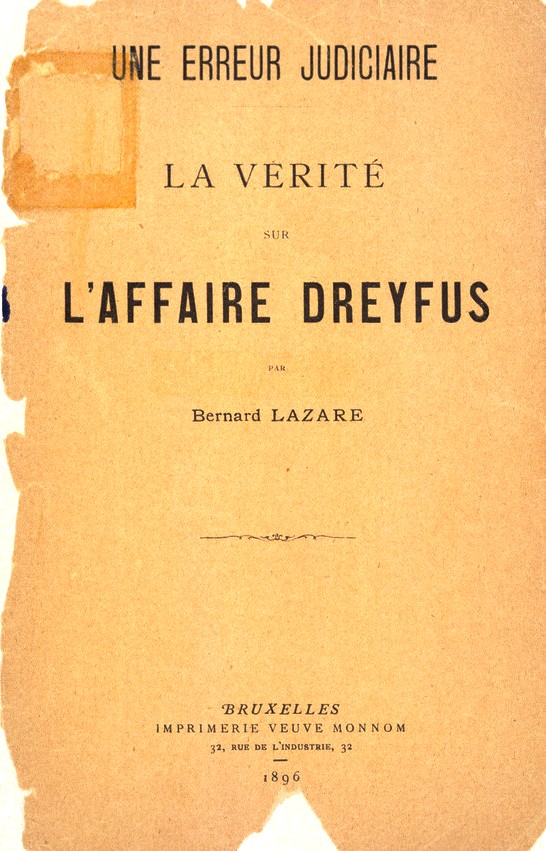
Primer folleto de Bernard Lazare, Un error judicial, publicado en 1896, en Bruselas

El caso Dreyfus se distingue por el gran número de obras publicadas sobre él. Gran parte de estas publicaciones consisten en una mera polémica y no son libros históricos. Pero estas obras son consultadas en el marco del estudio psicosocial del asunto.
El gran interés en el estudio del caso Dreyfus reside en el hecho de que todos los registros están fácilmente disponibles. Aunque los debates del Consejo de Guerra de 1894 no fueron taquigrafiados, los informes de todas las audiencias públicas de los numerosos procesos sobre el caso pueden ser consultados. Por otro lado, gran número de archivos son fácilmente accesibles en el Archivo Nacional y en el Archivo Militar de Fort de Vincennes.
Literatura contemporánea de la causa, fue publicada entre 1894 y 1906. Comenzando con el folleto de Bernard Lazare, el primer intelectual dreyfusard a pesar de errores factuales, quedó testimonio de las etapas encaminadas a la revisión.
La obra de Joseph Reinach, La historia del Caso Dreyfus, en siete volúmenes, que comenzó a aparecer en 1901 y terminó con el Índice en 1911, fue la referencia a la publicación científica de la historia dada a conocer a partir de la década de los sesenta. Contiene numerosa información precisa, por lo general, a pesar de algunas interpretaciones controvertidas sobre el porqué del asunto.,
Por otra parte, existen «informes instantáneos» de testigos directos, como el libro de tintes antisemitas y engañoso de Esterházy, o el de Alfred Dreyfus sobre sí mismo Cinco años de mi vida. Se trata de testimonios que pueden completar el panorama del asunto.
El compendio del caso Dreyfus por «Henri-Dutrait Crozon» seudónimo del Coronel Larpent es la base de toda la literatura antidreyfusarde posterior al caso hasta el día de hoy. El autor desarrolló allí la teoría de la conspiración, alimentada por la financiación de la comunidad judía, para empujar a Esterházy a confesar el crimen.
La publicación de los apuntes de Schwartzkoppen, en 1930, aporta un esclarecimiento sobre la culpabilidad de Esterházy en el asunto y exculpa al mismo tiempo a Alfred Dreyfus. La derecha francesa discute el valor de este testimonio, pero la mayoría de los historiadores la sostienen como fuente válida.
El periódico l'Occupation arroja un velo sobre el caso. La liberación de Europa después de la Segunda Guerra Mundial y la revelación de la Shoá llevan a una reflexión sobre el fondo del Caso Dreyfus. Jacques Kayser (1946), luego Maurice Paléologue (1955) y Henri Giscard d'Estaing (1960) reactivaron el caso, sin grandes revelaciones, con un enfoque general juzgado como insuficiente en términos históricos.
Marcel Thomas, archivista paleógrafo, conservador en jefe de los Archivos Nacionales, que en 1961, aportó, a través de su Caso sin Dreyfus en dos volúmenes, una completa renovación de la historia del caso, sobre la base de todos los archivos públicos y privados disponibles. Su obra es la base de todos los estudios históricos posteriores.
Henri Guillemin, el mismo año, con su Enigma Esterházy, parece encontrar la clave del «enigma» en la existencia de un tercer hombre (además de Dreyfus y Esterhazy), explicación que compartía momentáneamente con Michel de Lombarès y luego abandonada algunos años más tarde.
Jean Doise, especialista en temas militares, a pesar de las sólidas reflexiones y descripciones, intenta explicar el asunto por la génesis del cañón de 75 mm en Un secreto bien guardado, pero sus hipótesis concluyentes fueron vistas de manera muy crítica.
Jean-Denis Bredin, abogado e historiador; su libro El Asunto en 1983, fue reconocido como la mejor suma en el Caso Dreyfus. El interés de la obra se centra en una relación estrictamente factual, con los hechos documentados en una reflexión sobre diversos aspectos de este acontecimiento.
Es finalmente Vincent Duclert quien ha lanzado en el año 2005 la primera biografía de Alfred Dreyfus, 1300 páginas, entre una docena de otras publicaciones sobre el Caso Dreyfus, incluyendo la correspondencia completa entre Alfred y Lucie Dreyfus de 1894 a 1899.
Por último, el Caso Dreyfus ha proporcionado el pretexto para muchas novelas. La última obra de Émile Zola (1902), La Verdad, transpone el Caso Dreyfus desde el mundo de la escuela. Anatole France publicó La isla de los pingüinos (1907), donde relata el asunto del libro VI: «El asunto de las ochenta mil botas de heno»". De otros autores y contribuciones, como Roger Martin du Gard, Marcel Proust que lo evoca varias veces en En busca del tiempo perdido, donde el asunto sirve como hilo conductor a lo largo de un cierto número de episodios, el autor Maurice Barrès o En su obra El cementerio de Praga donde Umberto Eco hace uso del Caso Dreyfus, el cual sería parte de las intrigas del protagonista.

## Anexos
: Fuente consultada para la redacción del artículo

### Documentación
Fuentes primarias
Compte rendu in extenso du procès d’Émile Zola aux Assises de la Seine et à la Cour de Cassation (1898) 
Débats de la Cour de Cassation en vue de la révision du procès Dreyfus (1898) 
Compte rendu in extenso du procès de Rennes (1899) Tome 1, Tome 2, Tome 3 
Décision de la Cour de Cassation en vue de la cassation sans renvoi du procès Dreyfus de 1899. (1906) 
Bibliografía de referencia
Jean-Denis Bredin (1993 (1ª édition 1981)).  Fayard, Paris, ed. L'Affaire. ISBN 2-260-00346-X 
Vincent Duclert (2006).  Fayard, Paris, ed. Biographie d'Alfred Dreyfus, l'honneur d'un patriote. ISBN 2-213-62795-9 
Joseph Reinach (1901).  Fasquelle, ed. Histoire de l'affaire Dreyfus.; éd. Robert Laffont, deux vol., 2006 
Marcel Thomas (1961 - 1979).  Fayard - Idégraf (Genève), ed. L'Affaire sans Dreyfus. - 2 volumes. 
Otras obras
Pierre Birnbaum (1994).  Gallimard, ed. L'Affaire Dreyfus, la République en péril. «Découvertes Gallimard» 213. ISBN 978-2-07-053277-3 
Michael Burns (1994).  Fayard, ed. Histoire d'une famille française, les Dreyfus. ISBN 978-2-213-03132-3 
Éric Cahm, L’Affaire Dreyfus, Le Livre de poche, coll. «références», 1994
Francis Démier (2000).  Seuil, coll. «Points Histoire», ed. La France du XIXe siècle. 
Michel Drouin (dir.) (1994, réédition 2006).  Flammarion, ed. L'Affaire Dreyfus Dictionnaire. ISBN 2082105477 
Vincent Duclert (2006 (1ª éd. 1994)).  La Découverte, ed. L'Affaire Dreyfus. ISBN 2-7071-4793-1 
Vincent Duclert (2006).  Larousse, ed. Dreyfus est innocent, histoire d'une affaire d'État. ISBN 203582639 
Pierre Miquel (1961, réédité 2003).  Presses Universitaires de France - PUF - Coll. Que sais-je?, ed. L’affaire Dreyfus. ISBN 2-13-053226-8 
Pierre Miquel (1989).  Fayard, ed. La troisième République. 
Michel Winock (1986).  Points Seuil, ed. La Fièvre hexagonale. Les grandes crises politiques. 1871-1968. ISBN 2-02-009831-8 
Michel Winock (1999).  Le Seuil, coll. «Points», ed. Le Siècle des intellectuels. 
Obras especializadas
Général André Bach (2004).  Tallandier, ed. L'Armée de Dreyfus. Une histoire politique de l'armée française de Charles X à « L'Affaire». ISBN 2-84734-039-4 
Patrice Boussel (1960, 272 p.).  Armand Colin, collection Kiosque, ed. L'affaire Dreyfus et la presse. 
Jean Doise (1994).  Le Seuil 225 p., ed. Un secret bien gardé - Histoire militaire de l'Affaire Dreyfus. ISBN 2-02-021100-9 
Henri Guillemin (1962).  Gallimard, ed. L'énigme Estherhazy. 
Armand Israël, Les vérités cachées de l'affaire Dreyfus, Albin Michel, 2000, ISBN 2-226-11123-9
Thierry Levy, Jean-Pierre Royer, Labori, un avocat, Louis Audibert Editions, 2006, ISBN 2-226-11123-9
Collectif, Les intellectuels face à l’affaire Dreyfus alors et aujourd’hui, L’Harmattan, 2000, ISBN 978-2-7384-6025-7 
Cour de Cassation, collectif (2006).  Fayard, ed. De la justice dans l’affaire Dreyfus. ISBN 978-2-213-62952-0 
Artículos y prensa
Revue L'Histoire n.° 173, Spécial Dreyfus, enero de 1994. 
Édition spéciale du Figaro, 12 de julio de 2005, «Le centenaire de la réhabilitation du capitaine Dreyfus».
«Dreyfusards !»: souvenirs de Mathieu Dreyfus et autres inédits (présentés par Robert Gauthier). Gallimard & Julliard, coll. «Archives» n.° 16, París, 1978.
Thomas Loué, «L'affaire Dreyfus», in L. Boltanski et alii éds., Affaires, scandales et grandes causes, París, Stock, 2007, pp. 213-227.
Testimonios
Alfred Dreyfus (1935, réédité 2006 (La Découverte)).  Fasquelle, Paris, ed. Cinq années de ma vie. ISBN 2-7071-4806-7
Alfred Dreyfus (1898).  Stock, ed. Lettres d'un innocent.
Léon Blum, Souvenirs sur l’Affaire, Flammarion, Folio Histoire, 1993, ISBN 978-2-07-032752-2
Georges Clemenceau, L'iniquité, Stock, 1899
Georges Clemenceau, La honte, 1903
Georges Clemenceau, Vers la réparation, Tresse & Stock, 1899
Mathieu Dreyfus, L'Affaire telle que je l'ai vécue, Bernard Grasset, París, 1978. ISBN 2-246-00668-6 
Jean Jaurès, Les preuves, Recueil d'articles parus dans La Petite République, 1898 -  Disponible sur Wikisource
Jean-Louis Lévy, Combat pour Dreyfus, Editions Dilecta, 2006. ISBN 978-2-916275-04-8
Octave Mirbeau, L'Affaire Dreyfus, Librairie Séguier, 1991.
Maurice Paléologue (1955).  Plon, ed. L’Affaire Dreyfus et le Quai d’Orsay. 
Émile Zola, Combat pour Dreyfus. Préface de Martine Le Blond-Zola. Postface de Jean-Louis Lévy. Présentation et notes d'Alain Pagès. Éditions Dilecta, 2006. 

### Filmografía
Considerando la relevancia del acontecimiento y de sus repercusiones, el caso Dreyfus ha sido llevado muy poco a la pantalla, sobre todo en Francia. La televisión francesa y el cine estadounidense se ocuparon de ello, incluso un artículo a veces señala un maniqueísmo frente a las reacciones francesas.
Actualidad y similares
1899 (en francés): Los guardias emplazados ante el tribunal de Rennes - Catálogo de vistas de los hermanos Lumière.
1899 (en francés): La señora Dreyfus y su abogado a la salida de la prisión de Rennes - Catálogo de vistas Lumière.
1899 (en francés): L'Affaire Dreyfus (reconstrucción de eventos de actualidad, 15 min) de Georges Méliès (punto de vista a favor de Dreyfus)
1899 (en francés): L'Affaire Dreyfus (reconstrucción de eventos de actualidad, 6 cuadros) (Pathé)
1902 (en francés): L'Affaire Dreyfus, documental atribuido a Ferdinand Zecca y producido por Pathé.
1907 (en francés): L'Affaire Dreyfus, documental francés de Lucien Nonguet, producido por Pathé.
Documentales
1965 (en francés): L'affaire Dreyfus, documental francés de 18 minutos de Jean Vigne, realizado en blanco y negro para las escuelas.
1972 (en inglés): The Dreyfus Affair, documental estadounidense de 15 minutos, en blanco y negro.
1974 (en francés): Dreyfus ou l'Intolérable Vérité, documental francés en color de Jean Chérasse (DVD de 90 minutos en el 2006 por Alpamedia/Janus Diffusion).
1994 (en francés): La Raison d'État, Chronique de l'Affaire Dreyfus, documental francés a color en dos episodios (26 minutos), de Pierre Sorlin.
Cine
1930 (en alemán): Dreyfus, película alemana de 90 minutos, en blanco y negro, de Richard Oswald.
1931 (en inglés): Dreyfus, película inglesa en blanco y negro, de 90 minutos, de F. W. Kraemer y Milton Rosmer.
1937 (en inglés): The Life of Émile Zola, película estadounidense de William Dieterle, en blanco y negro, de 90 minutos.
1958 (en inglés): I Accuse!, película estadounidense de José Ferrer, en blanco y negro, de 90 minutos.
2019 (en francés): J’accuse…!, película de Roman Polański (color, 126 min).
Televisión
1978 (en francés): Émile Zola ou la conscience humaine (Émile Zola o la conciencia humana), serie de televisión francesa a color en cuatro episodios de Stellio Lorenzi, producida por Antenne 2.
1991 (en inglés): Can a Jew be Innocent?, serie de televisión británica a color de cuatro episodios (30 minutos) dirigida por Jack Emery y producida por la BBC.
1991 (en inglés): Prisoner of Honnor, película estadounidense a color de 105 minutos de Ken Russell.
1995 (en francés): L'affaire Dreyfus, película francesa a color de dos episodios de Yves Boisset, producida por France 2.

#### Personalidades
- Raoul Allier
- Maurice Barrès
- Godefroy Cavaignac
- Léon Dehon
- Mathieu Dreyfus
- Hubert-Joseph Henry
- Bernard Lazare
- Auguste Mercier
- Francis de Pressensé
- Émile Zola

#### Acontecimientos
- Crisis de la Tercera República:
  - Comuna de París (1871)
  - Escándalo de las decoraciones (1887)
  - Asunto Schnaebelé (1887)
  - Boulangismo (1886-1889)
  - El escándalo de Panamá (1892)
  - Fuerte Chabrol (1899)
  - Asunto de los Afiches (1904)
  - Asunto Thalamas (1908)
  - Primera Guerra Mundial (1914-1918)
  - Caso Stavisky (1933)
  - 6 de febrero de 1934
- Caso Mortara

#### Movimientos
- Acción francesa
- Antisemitismo
- Antisemitismo en Francia
  - Liga Antisemita de Francia
  - Édouard Drumont
  - Jules Guérin
  - La Libre Parole
- Liga de la Patria Francesa
- Liga francesa de los derechos del hombre (1898)
- Nacionalismo francés
- Revanchismo

### Acontecimientos relacionados con el caso Dreyfus
- 13 de julio de 1906: Homenaje del Senado francés a Auguste Scheurer-Kestner.
- 11 de febrero de 1908: El Senado francés inaugura el monumento a Scheurer-Kestner.